# Ulysse (roman)
 (avril 2015).
- Si vous ne connaissez pas le sujet, laissez ce bandeau (vous pouvez alors contacter les auteurs).
- Si vous supprimez le contenu mis en cause (vous pouvez préalablement contacter les auteurs),

argumentez précisément cette suppression dans la page de discussion
(un manque de référence n'est pas un argument ; une recherche réelle de référence doit avoir été effectuée, être formellement documentée).
Pour les articles homonymes, voir Ulysse (homonymie).
Ulysse (titre original Ulysses en anglais) est un roman de James Joyce, sorti dans un premier temps sous forme de feuilleton dans le magazine américain The Little Review entre mars 1918 et décembre 1920, avant d'être publié dans son intégralité le 2 février 1922 à Paris par la librairie Shakespeare and Company fondée par Sylvia Beach (cela restera l'unique parution de la librairie).
Dès sa parution aux États-Unis, Ulysse a suscité la controverse notamment avec la plainte posée par la New York Society for the Suppression of Vice jugeant le livre obscène. Le livre fut interdit aux États-Unis jusqu'en 1934. Il ne cessera par la suite d'être commenté et sera l'objet de très nombreuses études.
Qualifié de « cathédrale de prose », il est considéré comme l'un des romans les plus importants de la littérature moderne, figurant même à la 1re place dans la liste des cent meilleurs romans de langue anglaise du XXe siècle établie par la Modern Library en 1998.

## Résumé
Le roman relate les pérégrinations de Leopold Bloom (Ulysse) et Stephen Dedalus (Télémaque) à travers la ville de Dublin lors d'une journée ordinaire. L'action commence le 16 juin 1904 à 8 heures pour se terminer dans la nuit aux alentours de 3 heures.
Dans la banalité du quotidien de ces deux hommes, Joyce explore le monologue intérieur où les sujets vont de la mort à la vie, en passant par le sexe, l'art, la religion ou encore la situation de l'Irlande. S'affranchissant des normes littéraires, le roman se distingue entre autres par l'utilisation de la technique du courant de conscience, qui consiste à décrire le point de vue des personnages en donnant le strict équivalent de leur processus de pensée.

## Genèse du texte
Les éditions publiées du vivant de Joyce ne comportaient aucune sorte de division bien que dans sa correspondance il eût donné dix-huit titres à ses divers épisodes. Cependant, pour promouvoir son œuvre et la rendre plus accessible, l'auteur confia à diverses personnes liées au monde littéraire des schémas explicatifs : à John Quinn, avocat et collectionneur de manuscrits originaux, Carlo Linati (it), écrivain italien, Stuart Gilbert, érudit littéraire anglais, et Herbert Gorman (es), écrivain et critique littéraire américain.

## Structure
La narration du roman est fondée sur dix-huit chapitres, que Joyce lui-même préféra nommer épisodes, contenus dans trois grandes parties. Joyce lui-même a rédigé des schémas d'aide à la lecture envoyés à ses proches, faisant apparaître des clefs de lecture dont les correspondances pour chaque épisode entre personnages ou lieux de son livre avec ceux d'Homère. Les trois versions les plus connues, le schéma Linati, le schéma Gilbert et le schéma Gorman, comportent quelques différences de détails mais se rejoignent pour l'essentiel.
Le premier a été rédigé plusieurs années avant l'achèvement du livre, en 1920. Les deux autres, très proches l'un de l'autre, sont plus sommaires, le schéma Gorman partageant avec le schéma Lunati la particularité de reprendre un découpage du livre en trois grandes parties. Elles ont pour titres respectifs des noms empruntés à l'Odyssée, à savoir la Télémachie, l'Odyssée et le Nostos pour le schéma Gordman, et une métaphore de la journée, soit Aurore, Matinée et Minuit  pour le schéma Linati :
- La première partie contient les trois premiers épisodes. L'action est focalisée autour de Stephen Dedalus, personnage du roman qui représente les domaines spirituels et intellectuels ainsi que l'immatériel. Il est en ce sens l'opposé de Léopold Bloom. Il s'agit, comme Télémaque quittant Ithaque au début de l'Odyssée, du départ de Stephen de chez lui.
- Les douze épisodes qui suivent représentent la part la plus importante de l'œuvre. On y découvre le personnage de Léopold Bloom qui représente le domaine du matériel et du sensoriel. Puis va venir le moment où les deux « opposés » vont se rencontrer.
- La dernière partie, constituée des trois derniers épisodes, concerne, tel Ulysse revenant à Ithaque, le retour « à la maison » de Léopold Bloom accompagné de Stephen Dedalus ; d'où la notion d'unité et de non-séparation qui s'en dégage[pas clair].

Tout au long du roman, les voyages d'Ulysse sont figurés et parodiés par les déplacements de Léopold dans la ville. Chacun des épisodes, nommés eux aussi postérieurement dans les schémas proposés par Joyce, fait référence de façon plus ou moins explicite aux aventures d'Ulysse, mais aussi à un organe du corps humain, à une couleur, à un art et à un symbole.
Les trois épisodes de la Télémachie ne font pas référence à un organe, Stephen Dedalus représentant le spirituel, figure également James Joyce lui-même, ainsi qu'une prolongation de l'auto-biographe de Portrait de l'artiste en jeune homme (1916),.
La construction et les différentes techniques d'écriture utilisées, qui changent à chaque épisode, obtinrent un large écho lors de sa parution. Joyce réinvente le roman plusieurs fois, par les changements de style, en s'affranchissant des barrières du langage, et en déplaçant l'objet du roman : de la narration des événements à la narration elle-même et aux pensées intérieures des personnages. On y suit les pensées telles qu'elles apparaissent, se transforment. Le roman s'achève par le monologue intérieur de la femme de Léopold, long de 69 pages et découpé en seulement huit paragraphes.

## Analyse détaillée

### Partie I: La Télémachie ou l'Aurore

#### Épisode I: Télémaque
- Scène : La tour Martello
- Heure : 8 heures
- Organe : (Ni Chair, ni sang)
- Couleur : Or / Blanc
- Science, Art : Théologie
- Personnages : Télémaque - Antinoos - Mentor - Pallas - Pénélope - La suite
- Correspondance :
  - Stephen - Télémaque - Hamlet
  - Buck Mulligan - Antinoos
  - Laitière - Mentor
- Technique : Dialogue - Soliloque - Narration - Narratif (jeune)
- Symbole : Hamlet - Irlande - Stephen - Héritier
- Sens : Le fils dépossédé en pleine lutte

##### Résumé
Il est huit heures le 16 juin 1904 lorsque Buck Mulligan (en), un étudiant en médecine grossier et blasphémateur, commence à se raser en haut de la Tour Martello à Sandycove. Alors qu'il étale la mousse, il commence à discuter avec Stephen Dedalus, un jeune écrivain qui occupe le poste d'enseignant afin de se faire de l'argent. Tous deux contemplent la baie de Dublin devant eux. Malgré les remarques agressives de Mulligan, Stephen lui demande quand Haines, un Anglais venant d'Oxford (il ne fait l'objet d'aucune description), va quitter la tour. Ce dernier avait vociféré toute la nuit dans son sommeil, ce qui avait terrifié Stephen. Mulligan répond vaguement. Il lui reproche alors de ne pas s'être agenouillé devant sa propre mère le jour de sa mort, alors que c'était sa dernière volonté. Stephen tente de se justifier et s'en sort en disant qu'il lui en veut d'avoir parlé de lui comme celui « dont la mère est crevée comme une bête. »
La conversation se rompt rapidement et ils descendent rejoindre Haines pour le petit déjeuner. Alors qu'ils sont à table, la laitière frappe à la porte. Il s'ensuit un débat sur l'Irlande. Haines, qui parle l'irlandais, estime que chaque Irlandais devrait le parler aussi. Ils reviennent à table. Stephen explique qu'il doit passer à l'école pour se faire payer, Haines dit qu'il doit passer à la bibliothèque nationale et Mulligan veut aller prendre son bain de mer mensuel.
Plus tard, ils sortent de la tour et descendent le chemin vers la mer. Mulligan explique à Haines que Stephen a démontré « par l'algèbre que le petit-fils d'Hamlet est le grand-père de Shakespeare et qu'il est lui-même le fantôme de son propre père. » Ce dernier ne souhaite pas répondre. Alors Mulligan s'éloigne en chantant. Il s'ensuit une discussion sur la religion entre Haines et Stephen.
Mulligan arrive à l'eau et rencontre des connaissances. Il parle d'un certain Bannon et d'une fille qui se révèlera être Milly Bloom, la fille de Leopold Bloom. Stephen se décide à partir pour l'école. Mulligan lui demande les clefs de la tour et de l'argent. Stephen s'exécute, se retourne et s'en va, faisant fi des appels de l'étudiant en médecine. En lui-même, il le traite d'« usurpateur. »

##### Style
Le style est conventionnel, dans la continuité de son roman précédent. Pour cet épisode, Joyce parlait d'un « style initial ». Il reflète la personnalité de Stephen selon Stuart Gilbert : « un jeune esthète sérieux et narcissique ». Cependant, on découvre très rapidement les prémices du monologue intérieur de Dedalus.

##### Analyse
Le premier épisode s'ouvre sur un lever du jour ou plutôt une naissance. C'est la naissance d'un jour nouveau, d'une Odyssée nouvelle. Les couleurs du lever sont le blanc du ciel et l'or du Soleil. Stephen Dedalus, le héros du premier roman de Joyce : Portrait de l'artiste en jeune homme, nous est présenté. Il est âgé de 22 ans et rentre de ses études à Paris. Il a vécu la vie d'un étudiant sans le sou et est aujourd'hui professeur dans une école de garçons. Cet épisode ainsi que les deux suivants sont un pont entre le premier roman de Joyce et Ulysse.
Les allusions à l'Odyssée sont immédiates. Stephen est symboliquement Télémaque. Il habite une tour Martello qui est son Ithaque. Chez lui logent Mulligan, correspondant à Antinoos, l'un des prétendants de Pénélope, et Haines, un autre prétendant. Tout comme Antinoos parlait à Télémaque des décisions de sa mère (notamment sur un second mariage), Mulligan parle à Stephen des dernières volontés de la sienne, lui expliquant qu'il aurait dû l'écouter. Les deux « prétendants » ne semblent pas les bienvenus, surtout Haines. Ils taxent les ressources de Stephen : Mulligan attend son salaire pour aller au pub. On sent qu'ils poussent Stephen dehors et qu'ils s'approprient le lieu (Mulligan demande les clefs). Stephen, tel Télémaque, décide alors de partir de la tour. C'est le départ d'Ithaque, le départ de sa quête.
Il est à la recherche de son « père » (métaphorique) tel Télémaque ou Hamlet, ce qui fait de lui l'héritier : un lien entre le passé et le futur. Il cherche une complétude. C'est en ce sens que Joyce ne donne pas de référence à un organe puisque Stephen n'a pas de corps, il n'est pas « entier. »
De plus, Stephen fait partie avec Mulligan et Haines d'une « trinité. » Haines est le père (l'Anglais, colonisateur de l'Irlande, donc le maître), Mulligan le fils (l'Irlandais, le colonisé, donc le servant) et Stephen est le « Saint-Esprit » (il est extérieur à cette dualité) donc « non incarné. » Mulligan est d'ailleurs traité d'usurpateur par Stephen. Il est le traître qui fait affaire avec les Anglais.

Les allusions au catholicisme sont nombreuses. On peut citer la parodie de messe que donne Mulligan dès les premières lignes de l'épisode. La rivalité entre les Saxons et les Irlandais est assimilable à la rivalité entre Troie et Athènes dont la guerre est la cause du voyage d'Ulysse.
Le passage avec la laitière peut être interprété de deux manières. Sur le plan mythologique, elle est l'incarnation de Mentor, le précepteur de Télémaque. Elle peut être aussi Athéna (Athéna aux yeux de chouette) qui est venue voir le fils d'Ulysse pour l'encourager à aller chercher son père. Joyce insiste sur la perception qu'a Stephen du regard de la laitière. Dans la mythologie, les dieux avaient pour habitude de prendre l'apparence de vieillards. Leur regard était le seul moyen de percevoir leur caractère divin. Sur le plan politique, la laitière est l'Irlande exploitée par Haines/Empire britannique et Mulligan/traître. Stephen est dégoûté par cette soumission.
L'épisode est consacré à l'espace et à la forme : Mulligan « en majesté, dodu », la tour, le soleil, le petit-déjeuner, le « corniaud » (en anglais dogsbody proche de god's body), les clefs…

#### Épisode II: Nestor
- Scène : L'école
- Heure : 10 heures
- Organe : (Cachexie)
- Couleur : Marron
- Science, Art : Histoire
- Personnages : Nestor - Télémaque - Pisistrate - Hélène
- Correspondance :
  - Deasy - Nestor
  - Sargent - Pisistrate
  - Katharine O'Shea - Hélène
- Technique : Dialogue - Narration - Soliloque - Catéchisme (personnel)
- Symbole : Ulster - Femme - Sens commun - Cheval
- Sens : La sagesse du vieux monde

##### Résumé
Stephen est en train de donner un cours d’histoire sur une des victoires de Pyrrhus Ier. Il fait face à une classe qui semble dissipée et inattentive. Alors qu’il demande à Talbot de lire un extrait du poème Lycidas de Milton, Stephen commence à s’interroger sur la rigidité de l’Histoire. Avant la fin du cours, les élèves demandent une histoire. Stephen leur énonce alors une devinette : « Le coq chantait / le ciel était bleu / Les cloches dans les cieux / Les onze coups sonnaient. / L’heure pour cette pauvre âme / D’aller dans les cieux ». Devant l’étrangeté de la réponse (« Le renard qui enterre sa grand-mère sous un buisson de houx »), les élèves restent perplexes. Le cours terminé, ils prennent leurs affaires pour aller jouer au hockey dans la cour. Seul l’élève Sargent reste dans la classe pour montrer à son professeur un problème d’arithmétique qu’il doit résoudre. Une fois que Stephen termine la correction, Sargent file rejoindre ses camarades dans la cour.
Là-bas, Stephen rencontre le directeur de l’école M. Deasy, un vieil homme pro-britannique et antisémite. Celui-ci l’emmène dans son bureau afin de le payer. D’abord seul, Stephen observe le lieu où Deasy a disposé ses pièces de monnaie de collection, des coquillages, des cuillères à l’effigie des apôtres et des portraits de chevaux. Le directeur entre, paie Stephen et lui conseille d’économiser et de faire comme les Anglais : payer son dû et ne jamais emprunter. Cela le laisse sceptique. Puis Deasy demande à Stephen, qui a des relations dans l’édition, s’il peut l’aider à faire paraître dans le journal un article qu’il a rédigé sur la fièvre aphteuse.
Parlant de ses problèmes, Deasy en vient à accuser les Juifs disant qu’ils « sucent la vitalité » de l’Angleterre et « qu’ils ont péché contre la Lumière ». Stephen, lui demandant qui n’a jamais péché, quitte le directeur. Ce dernier le rappelle au milieu de la cour pour ajouter que si l’Irlande n’avait jamais persécuté les Juifs, c’est parce qu’elle ne les avait jamais laissés entrer, puis il fait demi-tour, hilare.

##### Style
Le style reste là encore conventionnel. Cependant, le monologue intérieur de Stephen se fait de plus en plus présent. Ce monologue se limite toujours au personnage de Dedalus.

##### Analyse
Dans l’Odyssée, Télémaque part rendre visite à Nestor afin de lui demander conseil. Il rencontre dans le même temps Pisistrate, le fils de Nestor. Nestor est un vieil homme, chef des conducteurs de char et il donne de sages conseils à Télémaque. Le parallèle est ainsi fait entre M. Deasy et Nestor. L'élève Sargent est Pisistrate, c'est lui que Télémaque rencontre avant d'aller voir Nestor. Stephen a entamé sa recherche et vient voir le directeur. On peut remarquer la référence des portraits de chevaux dans le bureau. C’est en ce sens que le cheval est un symbole de l’épisode. Étant conducteur de char, Nestor est caractérisé dans l'Odyssée comme un « dompteur de chevaux. » Cet animal est noble mais il est dressé dans le but de servir l’homme. Ici c’est Stephen qui est « bridé et agité » et qui cherche à se libérer.
Dans cet épisode, l'art mis en avant est l'Histoire. L’accent est mis sur le temps, en opposition avec l’espace. L’Histoire est à tous les niveaux : dans le cours de Stephen, dans les propos de Deasy, les références à la vie du Christ. Dans ses réflexions, Stephen définit l’Histoire comme un outil qui cristallise et organise tous les événements ainsi que les êtres (Jésus marchant sur les eaux n’est limité ni dans le temps ni dans l’espace), cherchant ainsi à limiter ce qui ne peut pas l’être. Pour lui, l’Histoire est « un cauchemar dont [il] essaye de [se] réveiller ». La relativité du temps est marquée par les différences d'âge entre les personnages : Deasy est vieux par rapport à Stephen, lui-même vieux par rapport aux élèves.
Stephen/Télémaque et Deasy/Nestor ont deux conceptions de l'Histoire différentes. Deasy la voit avec une portée téléologique. L'Histoire mène vers une fin : la manifestation de Dieu. Elle est donc déjà totalement fixée aussi bien dans le passé que dans le futur. On le voit par ses croyances qui restent fixes. De même son bureau est rempli de collections d'objets, symboles fixes d'un passé qui ne bouge pas. Au contraire Stephen voit l'Histoire comme un ensemble infini de possibilités dont une seule est gardée pour obtenir une cohérence dans le déroulement des événements. En parlant de la possible défaite de Pyrrhus ou de la possibilité qu'aurait pu avoir César de n'être pas poignardé, Stephen conclut que ces possibilités ont été exclues pour obtenir une cohérence. L'Histoire est donc à actualiser, elle n'est pas fixée mais impermanente et en mouvement. De même Dieu ne se limite pas à la fin de l'Histoire, il est « un cri dans la rue », il est immanent.
Face à l'élève Sargent, la culpabilité de Stephen envers sa mère lui revient. Voyant l'élève, il imagine l'amour maternel qui lui a été donné et, faisant le parallèle avec sa propre mère, il se dit chanceux d'avoir été aimé. Cependant, il reste hanté par sa décision de n'avoir pas respecté ses derniers vœux. Cette culpabilité le poursuivra durant tout le roman.
Dans cet épisode, on touche à deux thèmes centraux chez Joyce qui sont l'exil et le martyre. Un parallèle est fait entre le peuple juif et le peuple irlandais. Stephen est l'opposé de Bloom, qui sera introduit dans le troisième épisode. Bloom est un juif irlandais qui n'est pas réellement à sa place dans un pays qui n'est pas vraiment le sien tandis que Stephen est un Irlandais qui n'est pas réellement à sa place dans une Irlande colonisée qui est vraiment son pays. Pour Joyce, tout homme est un être qui n'est pas tout à fait à sa place. L'Irlande est opprimée par l'Empire tout comme le peuple juif est opprimé par les antisémites. Cela se voit dans la morale donnée à Deasy concernant les finances. De même les élèves vont jouer au hockey, jeu imposé par les Britanniques.
Le thème de la femme comme source du péché dans le monde est introduit par Deasy. Après avoir fait allusion au péché de la pomme commis par Ève, il fait un parallèle entre la cause de la guerre de Troie qui est l'enlèvement d'Hélène par Pâris et Kitty O'Shea qui selon lui a fait tomber l'Irlande aux mains des Britanniques. Kitty O'Shea fait donc référence à Hélène dans cet épisode.

#### Épisode III: Protée
- Scène : Le rivage
- Heure : 11 heures
- Organe : (Comateux)
- Couleur : Bleu-Vert
- Science, Art : Philologie
- Personnages : Protée - Ménélas - Hélène - Télémaque - Mégapenthès
- Correspondance :
  - Matière première - Protée
  - Kevin Egan - Ménélas
  - Les Cardiidae - Mégapenthès
- Technique : Soliloque - Monologue (Mâle)
- Symbole : Mot, Marée, Lune - Evolution - Métamorphose - Marée
- Sens : Matière première

##### Résumé
Stephen Dedalus a quitté l'école et se promène sur la plage de Sandymount Strand (en). Il fait une pause avant d'aller déposer le papier que lui a confié M. Deasy et d'aller rejoindre Mulligan et Haines dans un pub, Le Ship, à midi et demi.
Nous suivons les réflexions de Dedalus sur des sujets très divers. Ses pensées vont et viennent au rythme des vagues. Il voit deux frauenzimmer (femmes de chambre). Il observe les coquetiers. Il se demande s'il doit aller rendre visite à sa tante puis s'imagine la scène comme s'il le faisait. Puis il voit un couple accompagné d'un chien. Celui-ci trouvera sur le sable la charogne d'un autre chien avant de se faire rappeler à l'ordre par son maître. Dedalus sort ensuite le papier que lui a donné Deasy, il en déchire un bout pour écrire les premières lignes d'un poème. Il repense à sa vie d'étudiant lorsqu'il était à Paris.
Il finit par s'allonger sur les rochers avant d'aller uriner derrière eux. Après cela, il pose une crotte de nez contre un rocher et, en quittant la plage, il voit derrière lui un trois-mâts rentrer au port, remontant le courant.

##### Style
Stephen Dedalus est pour la première fois seul tout au long de l'épisode. Son monologue intérieur est omniprésent et les passages narratifs sont très brefs. Sur cet épisode, William Tindall (en) a dit : « Nous nous trouvons en train de regarder l’esprit d’un poète-philosophe, un esprit riche, savant et allusif, qui nous dépasse toujours un peu. » La technique du courant de conscience est ici largement employée par Joyce.
Selon l'angliciste André Topia (1943-2014), la méditation de Stephen s'apparente aux aspects mythique et ésotérique de la légende de Protée. L'écrivain Michael Seidel y a vu l'influence du livre de l'helléniste Victor Bérard Les Phéniciens et l'Odyssée (1902-1903) qui tend à démontrer les origines phéniciennes (sémitiques) de l'Odyssée. Joyce ayant découvert Bérard alors que sa rédaction était très avancée, aurait rajouté certains détails attestant cette influence (expression « rouge fellahs », allusion à Haroun al-Rachid).

##### Analyse
Le titre de l'épisode est Protée. Dans l’Odyssée, Télémaque, après avoir demandé conseil à Nestor, va voir Ménélas, le mari d'Hélène. Celui-ci a aussi perdu la trace d'Ulysse après la fin de la guerre de Troie. Ménélas raconte alors à Télémaque comment il a poursuivi Protée, le Dieu de la Mer, qui change sans arrêt de forme. Si Ménélas l'a suivi, c'est parce que seul le dieu pourra lui dire quel chemin prendre pour retourner chez lui. Ménélas a réussi à le trouver, il s'est fait expliquer comment rentrer et il a appris qu'Ulysse était retenu sur l'île de Calypso. Il y a aussi une référence à la mythologie irlandaise puisque les vagues représentent aussi Mananaan McLir, le dieu irlandais de la Mer, qui possède le même don de métamorphose que Protée.
Dans l'épisode, la question de Stephen n'est pas tant de savoir où est son père, mais qui est son père. Il est toujours à la recherche de son père spirituel. Il se demande ce qu'il penserait s'il allait rendre visite à sa tante. Il tente de comprendre la nature de la réalité, il veut trouver l'essence des choses, l'au-delà de la « substance ». Cette quête est un voyage et il a besoin d'être guidé, c'est Protée qui va jouer ce rôle.
Les métamorphoses de Protée qui sont importantes dans l'épisode. Le symbole en est la marée. Elle représente le flux, le changement, l'instabilité… Tout comme l'apparence de Protée, l'ensemble de l'épisode est instable : les pensées de Stephen, les déplacements du chien, la mer, le sable, les sages-femmes, les cardiidae… Stephen va aller uriner, puis déposer une crotte de nez : le corps est lui aussi en perpétuel mouvement, en pleine instabilité.
Cependant, la marée introduit aussi l'idée du mouvement perpétuel, illustrant les transformations infinies de la vie mais aussi la cyclicité des évènements comme le fait que tout le monde est relié à ces ancêtres par un cordon ombilical. Tel le reflux, les idées de Stephen fusent, sans cohérence entre elles. Elles sont insaisissables telles les vagues.
La couleur de l'épisode est le vert qui se retrouve dans tous les éléments. C'est d'abord la couleur de la mer qui est « vert morve ». C'est aussi celle des algues, des plantes et des arbres. Elle est aussi la couleur des feuilles sur lesquelles Stephen écrit, la couleur de l'urine ou celle de sa crotte de nez.
L'art de l'épisode est la philologie, science du langage. Celle-ci change en permanence dans le roman. Les mots sont malmenés par l'esprit de Stephen. Il utilise aussi de nombreuses langues différentes : le français, l'allemand, l'italien, le latin. Le langage n'appartient pas qu'aux Hommes, la nature le possède aussi. La mer possède le sien, tout comme l'urine : « Mieux vaut en terminer rapidement avec cette besogne. Écoute : discours de l’onde en quatre mots : siissouhh, hrss, rssiiess, ouhhhs. Souffle véhément des eaux au milieu des serpents de mer, des chevaux cabrés, des rocs. Dans les cuvettes des rochers ça ressort : coule, sort, saoule… Puis, tari, son discours s’épuise » (p. 76). Stephen ajoute : « Ce sable pesant est un langage que vents et marées ont déposé ici. » Tout a donc un langage pour lui, il suffit d'écouter la nature.
Après un premier épisode associé à l'espace et un second associé au temps, ce dernier épisode de la première partie est une synthèse associée à l'espace temps ou au temps espace. Stephen a de longues réflexions sur l'espace et le temps et deux mots lui viennent à l'esprit : Nacheinander qui signifie une chose après l'autre (temporalité) et Nebeneinander qui signifie une chose à côté de l'autre (spatial). La séparation, la différence découlent du temps et de l'espace. Nous sommes séparés de nos ancêtres par le temps et de ceux de notre génération par l'espace : nous sommes uniques dans le présent.
En plus d'être séparé, chaque être est limité. Stephen tourne ses pensées sur ce que les yeux peuvent voir et ne pas voir. Il remarque que ce qui est vu est limité. Il prend pour exemple Aristote qui expliquait que les couleurs rendaient les choses visibles. Seulement il a été montré que ce sont des ondes lumineuses qui sont perçues par nos yeux et donc la perception d'un objet n'est qu'une représentation de l'esprit. Il faut donc passer par la forme, pour tester la réalité solide d'un objet. La perception du « moi » est donc une limite pour trouver l'essence des choses qui est la quête de Stephen. Il ferme les yeux et tente de voir par ce moyen. Il se fait aveugle, condition qui est la sienne à ce moment de son voyage.
Si les êtres sont limités et séparés, ils sont tout de même interconnectés dans un système infini. Alors que Stephen voit une sage-femme et se dit qu'elle a dans son sac un « résidu de fausse couche traînant son cordon ombilical » (page 58), il s'imagine que les cordons ombilicaux forment une chaîne qui nous relie tous au passé. Ainsi pour être comme des dieux, il suffit de regarder son nombril, trace de l'éternité chez chacun. Puis, divaguant, il compare le téléphone au cordon ombilical. Il pense alors : « Allô! Kinch à l’appareil. Passez-moi Édenville. Aleph, alpha : zéro, zéro, un. » Le cordon du téléphone nous relie à Adam et Ève. Il cherche à joindre Edenville, mot proche de l'Éden. À noter que l'Aleph est la première lettre de l'alphabet hébraïque (Bloom est juif) et l'Alpha est la première lettre de l'alphabet grec (Dedalus se réfère à Dédale, l'architecte du Labyrinthe).
L’épisode finit sur une prémonition : Stephen se rappelle qu'il a rêvé d'un homme oriental rencontré dans la « rue des catins » qui l'invite à entrer. Cet homme est Bloom que Stephen rencontrera plus tard.

### Partie II: L'Odyssée ou la Matinée

#### Épisode IV: Calypso
Pour les articles homonymes, voir Calypso (homonymie).
- Scène : La maison
- Heure : 8 heures
- Organe : Le(s) rein(s)
- Couleur : Orange
- Science, Art : Mythologie
- Personnages : Calypso - Ulysse - Callidice
- Correspondance :
  - La nymphe - Calypso
  - Dlugacz - Le rappel
  - Sion - Ithaque
- Technique : Dialogue - Soliloque - Narratif (mature)
- Symbole : Vagin, Exil - Famille, Nymphe - Israël en servitude
- Sens : Le départ du voyageur

##### Résumé
Il est à nouveau huit heures du matin et nous sommes à présent au 7 Eccles Street, au Nord-Est de Dublin où Léopold Bloom s'apprête à préparer son petit déjeuner ainsi que celui de sa femme, demeurée au lit. Tandis qu'il se demande ce qu'il va pouvoir manger, son chat entre dans la pièce, miaule, et Bloom finit par lui donner du lait. Il se décide ensuite à sortir (après être allé demander, sans recevoir de réponse, si sa femme désirait quelque chose) pour acheter des rognons de porcs. Léopold Bloom est un vendeur d'annonces publicitaires pour la presse, né à Dublin, d'origine juive. Au cours de sa marche, aller et retour vers la boucherie, son esprit est accaparé par des réflexions commerciales, sur le prix et la rentabilité de telle ou telle chose, sur le bien-fondé d'un investissement dans les oranges, sur les premières colonies de planteurs sionistes en Méditerranée… Ces pensées sont le point de départ de rêveries et d'évocations, en particulier de sa terre natale, du destin du peuple juif (dont il est issu) et de sa femme Marion (Molly). À son retour, il aperçoit le courrier à l'entrée de la maison : une carte de sa fille Millicent (Milly) ainsi qu'une lettre de Blaze Boylan, organisateur d'une tournée de concert de chansons populaires dans laquelle figure Molly (Boylan est également l'amant de celle-ci). Bloom prépare le thé, met les rognons à frire, monte le petit-déjeuner au lit de sa femme, et tous deux s'entretiennent de l'enterrement de Paddy Dignam auquel doit se rendre Bloom le matin même ainsi que de la signification du mot « métempsychose » que Molly ignore. Pour appuyer son explication (il fait référence aux Grecs), Bloom utilise le tableau, situé au-dessus de leur lit, La Nymphe au bain. Puis, il descend manger ses rognons et lit la lettre de sa fille, ce qui le plonge dans la nostalgie de la naissance de celle-ci et lui rappelle la mort prématurée de leur second enfant, Rudy (la présence de l'enfant défunt accompagnera Bloom tout au long de sa journée). Il pense à sa fille, figurante de cabaret, s'inquiète pour elle qui va bientôt devenir femme, et pense à aller la voir. Puis, sentant ses intestins travailler, il va soulager ses entrailles dans le cabinet au fond du jardin.

##### Style
Joyce reprend ici une alternance entre style indirect libre et flux de conscience. Or cette fois, nous ne sommes plus dans la tête d'un jeune artiste tourmenté par des raisonnements métaphysiques et poétiques, mais dans celle d'un homme d'une quarantaine d'années débonnaire et terre à terre. Contrairement à l'approche philosophique du monde opérée par Stephen Dédalus, Léopold Bloom a une perception du monde plus concrète, plus sensitive et plus pratique. Il calcule prix et valeurs de ce qui lui passe devant les yeux, estime les bénéfices des commerçants qu'il croise, se demande s'il sera possible de leur faire passer une annonce dans son journal, et fantasme sur les femmes, le tout avec dans un esprit pragmatique et avec une économie de mots tout à fait en adéquation avec son caractère.

##### Analyse
Dans l'épisode homérique, Ulysse est emprisonné sur l'île de Calypso, une nymphe de la mer qui est tombée éperdument amoureuse de lui et le retient grâce à des charmes. Après 7 années auprès de la nymphe, Ulysse reçoit l'aide d'Athéna qui intervient auprès de Zeus pour demander sa libération. Ce dernier accepte et ordonne à Hermès d'aller convaincre Calypso de relâcher Ulysse. Celle-ci accepte à contrecœur et Ulysse part sur un radeau. Ainsi est initiée la dernière partie de son retour vers Ithaque.
Léopold Bloom représente à la fois l'homme universel, dans le sens d'un monsieur tout le monde, en même temps qu'un voyageur effectuant les premiers pas de son Odyssée. Nous le trouvons donc chez lui, prêt à quitter le foyer pour entamer son long périple, à ceci près que l'Odyssée et les aventures seront remplacées par les déambulations de Bloom à travers Dublin. Le lien avec la mythologie (l'art dont il est question dans cet épisode) est pour le moins irrévérencieux. L'ironie de James Joyce, ainsi que le côté parodique d'Ulysse, apparaissent ici clairement : un aventurier qui se rend chez le boucher, un héros pour le moins banal, le tableau d'une muse au-dessus du lit censé rappeler l'endroit dont il est prisonnier (mais dans lequel sa femme ne l'invite même pas à la rejoindre, c'est plutôt Bloom qui est aux petits soins avec elle), une allusion à la métempsycose, mot lu par Molly dans un roman populaire semi-pornographique, au « transfert des âmes » « selon les Grecs » et donc au fait qu'effectivement l'âme du grand Ulysse aurait bien pu être transférée dans le corps de Bloom (le mot métempsycose refera d'ailleurs régulièrement son apparition au cours de la journée), une Odyssée qui s'annonce autant comme un périple dénué d’extraordinaire à travers Dublin qu'un voyage intérieur (non seulement nous connaissons les pensées de Bloom, mais aussi son activité organique, Joyce allant jusqu'à nous emmener aux toilettes avec lui et nous décrire par le détail le travail de ses intestins). L’odyssée est lancée et le ton est donné.

#### Épisode V: Les Lotophages
- Scène : Le Bain
- Heure : 10 heures
- Organe : (Peau) organes génitaux
- Couleur : Brun
- Science, Art : Chimie - Botanique
- Personnages : Euryloque, Politès, Ulysse, Nausicaa
- Correspondance :
  - Lotophages : Chevaux de fiacre, Communiantes, Soldats, Eunuques, Baigneur, Spectateurs de cricket
- Technique : Dialogue, Soliloque, Prière - Narcissisme
- Symbole : Hostie, Pénis dans le bain, Écume, Fleur ; Drogues ; Castration ; Avoine - Eucharistie
- Sens : La séduction de la Foi

##### Résumé
Parti de chez lui, Léopold Bloom se dirige vers la maison du défunt Pady Dignam, à Sandymount, au sud de Dublin, lieu de rendez-vous pour les funérailles. Il marche d'un pas tranquille, car il a encore du temps devant lui (l'enterrement est à 11 heures). Son esprit vagabonde au gré de ce qui se présente à ses yeux. Il fait chaud, et ses pensées sont peuplées de rêveries exotiques et nonchalantes où les évocations d'oisiveté et de paresse se mêlent à celles des parfums enivrants et soporifiques. Il fait un détour par un bureau de poste et, présentant une carte au nom de Monsieur Henry Fleury (un pseudonyme), il retire un message déposé poste restante. Il a en effet une correspondance érotique et extraconjugale avec une femme, prénommée Martha, qu'il n'a encore jamais rencontrée.
Ayant repris sa marche, excité à l'idée de lire le contenu de la lettre qu'il a cachée dans sa poche, il rencontre un certain Mc Coy qui lui parle du pauvre Dignam, tandis que Bloom regarde une femme distinguée s'apprêtant à monter dans une voiture et attend avec impatience de pouvoir jouer les voyeurs lorsqu'elle grimpera dans la voiture (malheureusement pour lui, un tram s'interpose entre lui et les bas de la dame). Débarrassé de Mc Coy, il trouve un coin tranquille et lit la lettre de Martha. Celle-ci, répondant à une correspondance antérieure, contient des propos engageants et sado-masochistes. En fin de lettre, Martha demande à Bloom de lui dire le parfum utilisé par sa femme. Une fleur est épinglée à la lettre. Bloom mêle alors en rêverie les propos de Martha, des fleurs et des images érotiques, avant de déchirer la lettre.
Il rentre ensuite dans une église où une messe est donnée. Son esprit, encore accaparé par des pensées de femmes, rapproche le missionarisme chrétien avec les drogues et l'opium. La déambulation du prêtre et le don de l’hostie sont ensuite comparées à une prise de narcotique. Sommeil et oubli sont reliés par Bloom au christianisme. Le prêtre fait ensuite la prière en anglais (langue des envahisseurs) et Bloom associe religion et instrument de pouvoir, de domination (comme moyen de tenir le peuple endormi).
En sortant de l'église, considérant le temps qu'il lui reste, il décide d'aller à la pharmacie commander une lotion. Là-bas, accaparé par les effluves pharmaceutiques, des évocations de parfums et d'odeurs lui viennent. Il pense à prendre un bain, et achète un savon odorant. Il rencontre ensuite Bantam Lyons et s'ensuit une discussion de sourds. Bantam Lyons veut emprunter le journal de Bloom pour lire la page des paris hippiques ; ce dernier veut le lui donner car il voulait de toute façon le jeter. Mais Lyons ne l'écoute pas et continue de demander le journal, jusqu'à croire que Bloom lui donne un conseil pour son pari. Il part en déclarant qu'il va jouer le cheval proposé par Bloom (cheval qui s'avèrera gagnant). L’épisode se termine sur les rêveries de Bloom s'imaginant nu dans un bain, son sexe flottant.

##### Style
Le style diffère peu de celui de l’épisode précédent. Joyce utilise toujours la technique du flux de conscience à partir d'une trame en style indirect libre. Cependant, les pensées de Bloom prennent ici une place bien plus importante, à tel point que le style indirect libre n'est plus présent que par touche - on pourrait presque dire afin que le lecteur ne perde pas le fil de la narration. Les pensées de Bloom sont essentiellement centrées sur lui et, pour la plupart, hédonistes. Ainsi, Joyce parvient à créer des variations à l'intérieur même du style en flux de pensée. Dans cet épisode, le flux est (selon Joyce) narcissique : les mots isolés y sont plus fréquents et les évocations, les rêveries et les associations d'idées s'y multiplient ; les thèmes sexuels et les sous-entendus équivoques sont très présents, notamment à travers le voyeurisme et le sadomasochisme, deux tendances propres à Léopold Bloom. Grâce à ce procédé, le lecteur se trouve profondément enfoui dans la pensée (et presque le psychisme) de Bloom.

##### Analyse
Dans l'épopée homérique, une fois quittée l'île de Calypso, Ulysse est recueilli sur l'île du roi Alcinoos. Au cours d'un banquet, il commence à retracer ses aventures entre la fin de la guerre de Troie et son arrivée chez Calypso. Il raconte ainsi qu'après avoir quitté Troie, des vents violents poussèrent son bateau jusqu'à une île inconnue où des habitants très accueillants, les lotophages, l'invitèrent lui et ses compagnons à partager leur nourriture, les fleurs de lotos ; or quiconque mange celles-ci sombre dans l'indolence et perd toute envie de repartir. Ulysse dut alors user de la force pour obliger les compagnons ayant goûté les lotos à rejoindre le navire et quitter l'île.
Les fleurs, les parfums, les drogues et les narcotiques sont omniprésents dans cet épisode dont la chimie et la botanique sont les sciences de référence. Souvent associés à des évocations sexuelles et langoureuses (les organes génitaux sont organes de référence), ces thèmes sont également liés aux christianisme, dans le sens d'une mise en état de somnolence du peuple. Léopold Bloom, à la fois irlandais et juif, voit d'un mauvais œil le christianisme, associé à la répression (répression religieuse mais aussi politique car le christianisme - protestant - est la religion de l'occupant anglais). Le thème de la religion est aussi un moyen de mettre en lumière le sentiment d'isolement de Bloom, ainsi que de le rapprocher du modèle d'Ulysse : étant juif dans un pays où le religieux est accaparé par la lutte entre catholiques et protestants (et où, par conséquent, le fait d'être irlandais est lié au fait d'être catholique), il en devient étranger (ce thème reviendra dans plusieurs épisodes, notamment le suivant). Léopold Bloom, tout comme Ulysse, erre à travers un monde où il est partout étranger, et nous décrit ce monde avec le recul de celui qui effectue un voyage. La distance de Bloom (accentuée par le style narcissique) permet à Joyce de se livrer à un examen critique de la religion en général. Que voit Bloom à la faveur de son recul ? Des hommes endormis, voués à l'oubli et au sommeil, pris par l'opium. Le texte ne sombre pas dans la critique idéologique ; il n'épingle pas seulement les catholiques (Bloom se dit même « c'est la même chose avec les protestants ») mais bien la religion.
Mais l'ironie joycienne va plus loin : si la religiosité est un état de somnolence comparable à celui des lotophages, que devient le héros, Ulysse moderne, qui s'en est libéré ? L’épisode des lotophages nous présente Léopold Bloom dans un entre-temps. Il vient de partir de chez lui, il n'est pas encore à l'enterrement. Autrement dit, il n'y a rien qui vient accaparer son esprit. Que reste-t-il alors ? Aucune transcendance, aucune direction, aucun horizon (rien de supérieur, aucun dépassement) ; seulement l'immédiat, le moi, son corps : des désirs et des plaisirs égocentriques. L'homme moderne, l'homme affranchi de la religion, tout entier tourné vers le commerce, l'industrie, la modernité, n'est plus qu'un être de plaisirs assez vils : un hédonisme bon marché, souvent à la limite du vulgaire et de l'obsession sexuelle.
Selon André Topia, dans cet épisode Joyce nous montre des êtres cherchant des substituts à la vie, en se réfugiant dans le « fleuve de l'oubli » selon diverses méthodes : bain indolent (mer Morte), cigarette, thé, bière, sport (criquet, cyclisme), opium et toutes formes de religions qui sont les drogues, des refuges ou des pièges qui conduisant à la torpeur, à l'inertie et une régression vers une vie intra-utérine. Par un jeu de mots anglais intraduisible, corpus (corps) et corpse (cadavre), pendant le rituel de l'Eucharistie, le corps du Christ est assimilé à un cadavre que mangent les croyants en une sorte de cannibalisme symbolique.

#### Épisode VI: Hadès
- Scène : Le cimetière
- Heure : 11 heures
- Organe : Cœur
- Couleur : Noir, Blanc
- Science, Art : Religion
- Personnage : Ulysse - Elpénor - Ajax - Agamemnon - Hercule - Ériphyle - Sisyphe - Orion - Laërte - Prométhée - Cerbère - Tirésias - Hadès - Perséphone - Télémaque - Antinoos
- Correspondances :
  - Grand Canal, Dodder Canal, Royal Canal, Liffey : les quatre grands fleuves (Léthé, Styx, Cocyte, Achéron)
  - Cunningham - Sisyphe
  - Père Coffey - Cerbère
  - Gardien - Hadès
  - Daniel O'Connell - Hercule
  - Dignam - Elpénor
  - Parnell - Agamemnon
  - Mentor - Ajax
- Technique : Narration, Dialogues - Incubisme
- Symbole : Cimetière, Sacré-Cœur, le Passé, l'Inconnu, l'Inconscient, Malaises cardiaque, Reliques, Cœur blessé - gardien
- Sens : Descente vers le néant

##### Résumé
Il est onze heures du matin, Léopold Bloom embarque avec trois autres personnes dans un fiacre en direction du cimetière où sera enterré Paddy Dignam. Il se retrouve ainsi avec Martin Cunningham, M. Power et Simon Dédalus (le père de Stephen). Partie du quartier de Sandymount (sud de Dublin), la voiture les emmène au cimetière de Glasnevin (au nord de Dublin), et nous offre à cette occasion une traversée (commentée par les passagers) de la ville. À peine partis dans leur embarcation tremblante et bruyante, ils croisent Stephen (en effet, il est onze heures du matin et celui-ci se dirige vers la plage de Sandymount, comme nous le rapporte l’épisode trois), et Simon Dédalus ne peut s'empêcher de critiquer son fils et ses fréquentations (en particulier Buck Mulligan).
Bloom, lui, pense au bain qu'il vient de prendre, se demande s'il a bien déchiré la lettre de Martha et attend le bon moment pour retirer le savon resté dans sa poche de derrière et qui le gêne. La conversation oscille entre les banalités d'usage (la tournée de Molly, Parnell le libérateur de l'Irlande, des histoires à sensation, etc.) et le sort du défunt. Le thème de la mort (celle inattendue de Dignam, mais aussi les crises cardiaques, la mort des enfants, le suicide…) s'installe rapidement dans la conversion. Plusieurs remarques antisémites ponctuant les phrases mettent Bloom mal à l'aise. Croisant une voiture transportant le cercueil d'un enfant, il repense à la mort de son propre fils, Rudy, et ses pensées se font plus sombres.
Le passage des trois canaux (Grand Canal, canal royal, canal Doddler) et de la Liffey, rythme leur progression vers le cimetière (chacun d'eux est assimilé à un des quatre fleuves des Enfers). À mesure qu'ils approchent du cimetière, la description du paysage traversé devient terne et cauchemardesque (maison de santé devenue un mouroir, troupeau allant à l'abattoir, monde alentour devenant muet, grave, silhouette blanche rappelant des revenants, moignons de monuments…), le blanc et le noir prenant le pas sur le reste des couleurs.
Une fois au cimetière, la cohorte (peu nombreuse) se rend à la chapelle mortuaire où le prêtre (comparé à un corbeau, puis un crapaud) donne les derniers sacrements, tandis que Bloom pense à la répétitivité de la besogne du prêtre ainsi qu'au nombre de défunts arrivant quotidiennement (pensée récurrente dans cet épisode). Hors de la chapelle, plusieurs conversations s'instaurent au cours desquelles des renseignements nous sont donnés sur les personnages (on apprend, par exemple, que M. Dédalus est encore meurtri par la mort de sa femme, que le père de Bloom s'est suicidé par poison, que Molly Bloom ne laisse pas indifférent…). Bloom lui, parle peu, tout accaparé par ses pensées (sur les morts, leur décomposition, les cimetières vus comme des jardins, l'engrais produit par les corps putréfiés…). Il se fait la réflexion que lire son nom par erreur dans une rubrique nécrologique allonge la vie, « on reprend haleine. Un nouveau bail » (c'est précisément ce qui lui arrivera dans l’épisode 16, "Eumée"). À l'arrivée près de la fosse où sera déposé le cercueil, Bloom est intrigué par la présence d'un homme en mackintosh (imperméable) dont il ne connait pas l'identité. La vision de cet homme (qui pourrait bien être la représentation de la mort elle-même ou être assimilée à la mort par Bloom, qui le compte comme le 13e homme présent… mais les théories sur l'identité de l'homme au mackintosh sont nombreuses : Dieu, le diable, Joyce lui-même … ) hantera Bloom pour le reste de sa journée.
L'homme au mackintosh refera son apparition, toujours aussi mystérieuse, notamment dans le cauchemardesque et délirant épisode Circé.

##### Style
Le principe narratif évolue à présent vers un style moins atypique. Le style indirect libre et les dialogues prennent une part essentielle dans la narration. Nous avons toujours accès aux pensées de M. Bloom, mais même celle-ci semble se mouvoir dans ce style plus conventionnel. Le flux de pensées de Bloom forme des phrases plus descriptives, proche d'une narration classique. C'est comme si elles accompagnaient et enrichissaient le principe narratif dominant (cette impression est renforcée par le fait qu'aucun retour à la ligne n'intervient entre le flux de pensée et le retour au style indirect libre).

Dans l'espace confiné du fiacre, Bloom ne laisse pas aller son esprit à la rêverie comme lorsqu'il déambulait dans les rues de Dublin : il est pris par la discussion et envahi par le trajet vers le royaume des morts. De plus, de par les sujets graves (la mort entre autres) et par l'ambiance (tristesse, deuil), la pensée semble s’appesantir, s'alourdir, à mesure que l'on se rapproche du cimetière et la tombe du défunt. Les phrases, même peu construites, de la pensée de Bloom, suivent la ligne narrative principale : une lente et sombre descente vers l'endroit où règne la mort.

Dans cet épisode, James Joyce se permet de développer une partie du dialogue sans la présence de Bloom. Ici commence à s'instaurer l'une des particularités essentielle d'Ulysse : l'absence (voulue et affirmée par l'auteur) de personnage principal. Qui est le personnage central de l’œuvre ? Stephen Dedalus ou Léopold Bloom ? Impossible de le dire. Même Molly Bloom pourrait prétendre à ce titre (elle est partout présente dans les pensées de Bloom, c'est vers elle qu'il chemine, c'est à elle qu'il appartient de conclure. Enfin, son prénom lui-même, lié à la moly, une fleur rendant inoffensif les sortilèges de Circé et étant présenté comme l'opposé du loto, ne donne-t-il pas à lui seul tout le sens de l’œuvre ?). Même au cours de la deuxième partie du livre, consacrée à l'odyssée proprement dite et centrée sur Ulysse-Bloom, le délaissement du prétendu personnage principal est marquant. La prise de distance de la narration elle-même par rapport à Bloom commence dans l’épisode Hadès. Elle ne fera que s'accentuer au cours des épisodes suivants. Si Bloom demeure le fil rouge de l'Odyssée, il ne semble être parfois qu'un prétexte pour atteindre quelque chose de plus grand. La vie (avec tous ses aspects) ainsi que l'écriture deviennent alors le sujet même du livre et peuvent légitimement, elles aussi, réclamer la place centrale de l’œuvre.

James Joyce, qui jusqu'ici nous avait habitué à des variations à partir de son style « classique » (celui apparu et développé dans son œuvre précédente, Portrait de l'artiste en jeune homme) commence à dévoiler sa propre odyssée stylistique, avec l'apparition d'un style inattendu, atypique et iconoclaste s'il en est, l'« incubisme » (les incubes sont des démons mâles produisant les cauchemars). Les fantaisies de cet ordre et les expériences narratives ne font que commencer.

##### Analyse
Dans l’Odyssée, le chant XI est consacré à la Nekuia, l’invocation des morts. Arrivé au pays des Cimmériens, plongé dans une nuit perpétuelle, Ulysse suit les conseils de Circé et procède à un sacrifice chthonien. Il demande au défunt devin Tirésias de le questionner sur la fin de son errance qui avertit Ulysse et ses compagnons : s'ils touchent au troupeau des vaches du Soleil, Ulysse pourra rentrer chez lui mais seul car tous ses compagnons mourront ; de plus, son voyage de retour sera long et difficile, et il devra faire des sacrifices pour alléger le courroux des dieux. Entouré par les ombres des morts, Ulysse s'entretient ensuite avec de nombreux spectres, notamment celui de sa mère, de soldats morts durant la guerre de Troie, et celui d'Elpénor, un jeune compagnon mort quelques jours auparavant (ce dernier demande à Ulysse de lui offrir des funérailles). Enfin, Ulysse voit les grandes figures des Enfers : Minos, Orion, les damnés des Tartares (Tantale, Sisyphe, Tityos). Le rituel prend fin lorsqu’Ulysse aperçoit l'ombre de Gorgo et craint d'être changé en pierre.

Selon Michel Cusin les analogies entre les deux Odyssées sont nombreuses. Topographiquement les quatre grands fleuves des enfers sont représentés par la Dodder, le Grand Canal, la Lifey et le Canal-Royal. De même les personnages grecs sont mis en scène : un marinier en péniche évoque Charon passant le Styx, le père Cerqueux Cerbère, Martin Cunningham Sisyphe, John Henri Menton Ajax, les deux héros de l'Irlande Daniel O'Connell et Charles Stewart Parnell respectivement Hercule et Agamemnon, Paddy Dignam Elpénor, John O'Connell Hadès. Cependant l'épisode ne dit pas qui ou quoi pour Bloom joue le rôle de Tirésias, ce qui tend à montrer les limites de la comparaison avec le récit d'Homère. Par contre, en faisant correspondre Paddy Dignam à Elpénor, il relie son récit avec celui d'Homère, Leopold Bloom "son Ulysse" retrouvant, comme celui de l'Odyssée, un compagnon décédé quelques jours auparavant ; l'image de Paddy Dignam en ressort écornée, Elpénor étant décrit comme un jeune homme sans intérêt (piètre combattant, piètre conseiller, perdant la vie de manière stupide : en tombant, ivre, d'un toit).

James Joyce ne respecte pas l'ordre homérique qui, après l'épisode des lotophages conte celui des cyclopes. Il modifie le cheminement d'Ulysse : il ne se rend pas, comme dans le récit d'Homère, au royaume des morts, ce sont eux à l'inverse qui viennent à lui.
Le sens de cet épisode est donné par Joyce de façon très explicite dans ses schémas : une descente vers le néant. En effet, la mort est partout présente dans l’épisode, plus pressante au fur et à mesure que l'on approche du cimetière, puis de la tombe de Paddy Dignam. À travers cet aller et retour dans son royaume, James Joyce entoure son récit d'un désenchantement total, à la fois cruel, cynique et émouvant. Mourir ? La fin d'un mécanisme (au centre duquel le cœur, organe de référence, a une place centrale). La mort ? Le néant, et rien d'autre. L'esprit pragmatique de Léopold Bloom se demande si on ne devrait pas plutôt enterrer les morts tête en l'air afin de gagner de la place ; placer un téléphone dans les cercueils, juste au cas où ; ou encore s'il ne serait pas plus judicieux de décrire ce que faisait un défunt au cours de sa vie et non au moment de sa mort (« une femme avec sa casserole. Je faisais du bon haricot de mouton. »). L'humour, décalé et sans concession, atomisateur de romantisme, est loin d'exclure la poésie : c'est justement par sa fragilité et sa fugacité que la vie est si précieuse.

Le projet de l'Ulysse de Joyce apparaît ici avec plus de clarté : approcher au plus près la réalité, vue, vécue, éprouvée par l'homme. L'écrivain cherche à atteindre l'universel par le particulier. Qu'est-ce que la mort, réellement, la seule à laquelle nous ayons accès, c'est-à-dire celle vue par les vivants ? Et qu'est-ce qu'un enterrement, sinon, presque avant toute chose, un jour où les gens se retrouvent et discutent de la vie ? C'est, étrangement, lorsqu'on vide le monde de toute mystique et toute sensiblerie que les mystères et la poésie apparaissent. La description de l'enterrement n'est pas réaliste (l'imagination de Bloom le fait plus ressembler à un cauchemar) mais Joyce ne cherche pas une description du réel : il semble rechercher le réel lui-même.

#### Épisode VII: Éole
- Scène : Les locaux du journal
- Heure : Midi
- Organe : Poumons
- Couleur : Rouge
- Science, Art : Rhétorique

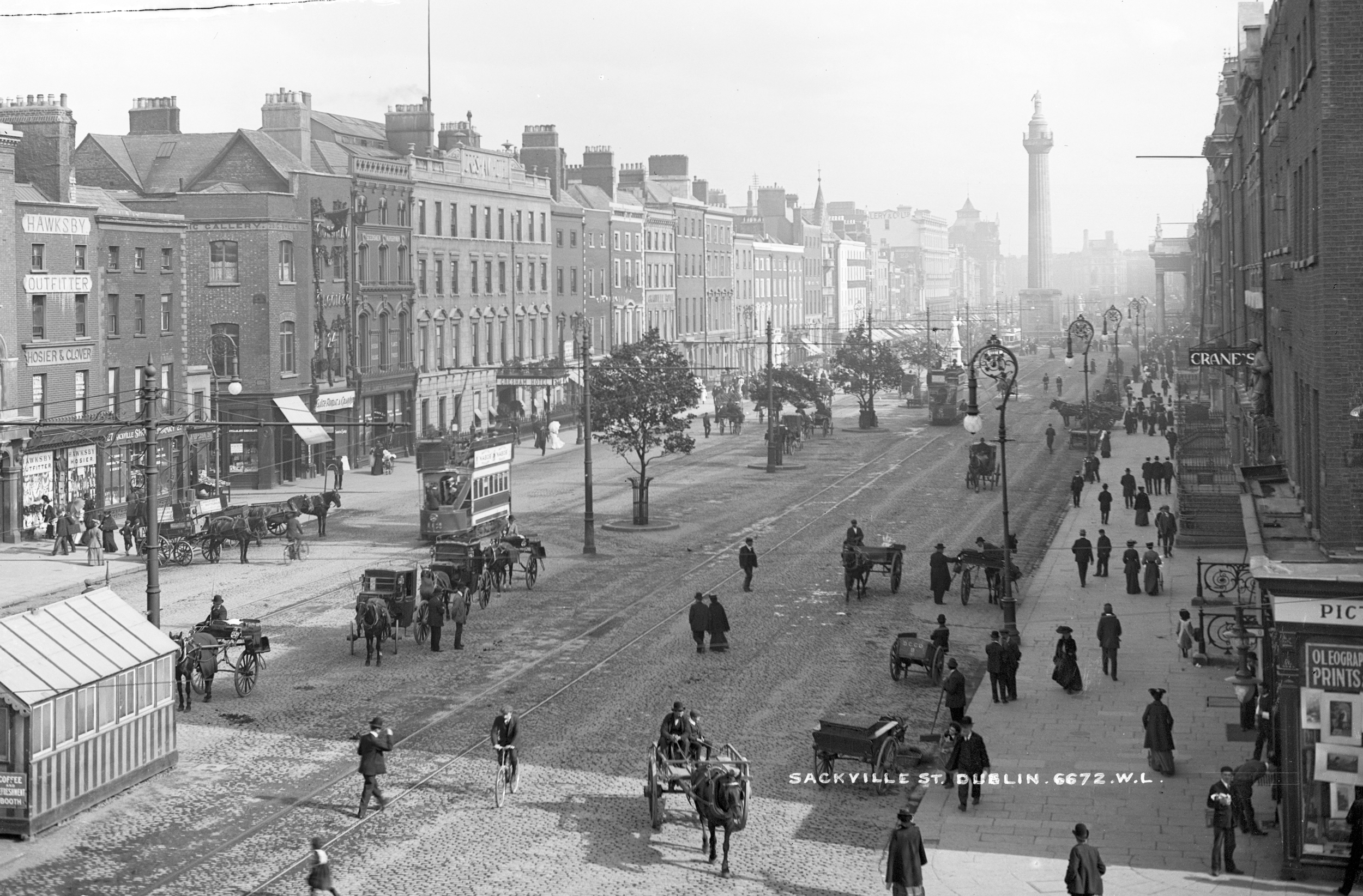
Dublin : Sackville Street et la colonne Nelson vers 1900

- Personnages : Éole - Les fils - Télémaque - Mentor - Ulysse
- Correspondance :
  - Crawford - Éole
  - Journalisme - Inceste
  - Presse - Île flottante
- Technique : Éloquence délibérative Éloquence judiciaire, Éloquence publique (Épidictique), Tropes - Enthymèmique
- Symbole : Machine - Vent - Faim - Lucane (Cerf-Volant) - Destinées échouées - Presse - Mutabilité
- Sens : La dérision de la victoire

##### Résumé
Nous retrouvons Léopold Bloom dans les bureaux du journal L'Homme libre où il est employé à la rubrique des annonces publicitaires. Il y tentera (sans succès) de faire passer un contrat d'annonce. Tandis qu'il s'affaire et déploie tous ses efforts (Bloom passera en effet tout le temps de l’épisode à téléphoner, prendre rendez-vous, rencontrer le client, négocier avec son patron), divers journalistes se retrouvent dans le bureau de Myles Crawford, le directeur du journal. S'ensuit une série de déclamations vides de la part des protagonistes, chacun tentant de se mettre à son avantage par son art de la belle parole (la rhétorique est l'art référence de cet épisode). Les bruits de machines, les cris des jeunes vendeurs de journaux, la voix criarde du patron remplissent le récit, ainsi que les courants d'air incessants, faisant voler les feuilles à la ronde. Stephen Dédalus survient au cours de cet épisode (on se rappellera la demande de son directeur, M. Deasy dans l’épisode 2) pour faire publier un article (ce qui lui sera accordé). Stephen, quelque peu impressionné par la poudre aux yeux jetée sans cesse par le groupe de beaux parleurs, s'essaiera (par défi) à leur jeu. En fin orateur, il racontera une histoire (la parabole des prunes) significative plus par sa forme (alambiquée et truffée d'images symboliques et de références) que par son sens (difficilement compréhensible, en particulier son intérêt). Au milieu de ce pathétique concours oratoire, les thèmes de l'échec, de l'isolement et de la défaite émergent à travers des motifs historiques et politiques. L'Irlande, en particulier, est comparée à Israël (terre envahie, stérile, amenant à l'exil), tandis que l'Angleterre est associée à Rome. Le défaitisme est également récurrent (« Nous autres Irlandais sommes la graisse dans le feu. Et nous sommes aussi foutus qu'une boule de neige en enfer »). Après un dernier refus (grossier) du patron d'accepter l'annonce soumise par Bloom, tout le groupe se rend au pub.
À noter que l'histoire d'Ignatius Gallagher (un personnage de Dubliners) est racontée au cours de cet épisode.

##### Style
Brusques changements dans la narration : exit la forme plus ou moins conventionnelle des premiers épisodes, nous voilà confrontés à une fantaisie stylistique (autant qu'à un exercice de style) de premier ordre. Les paragraphes de cet épisode sont en effet découpés en une soixantaine de petits textes, chacun surmontés d'un titre. C'est comme si tout à coup, ayant pénétré avec Bloom dans les locaux de son journal, le style du livre avait décidé (tout seul) de prendre la forme d'un encadré journalistique. Mais la bizarrerie ne s'arrête pas là. Le style choisi par Joyce pour conduire la narration est l'enthymème : une sorte de syllogisme où l'enchaînement rhétorique est préféré à l'enchaînement logique.
Quel intérêt pour la narration en tant que telle ? Aucun : les procédés stylistiques, la discontinuité narrative entraînée par le découpage et la surenchère verbale des protagonistes n'apportant rien au récit et rendant la compréhension générale parfois difficile. Mais en cela réside le pari et le tour de force de Joyce. Dans tout autre roman qu'Ulysse, un épisode comme celui-ci (même en conservant un style « normal ») n'aurait pas sa place. Il ne s'y passe presque rien, et ce qui s'y passe n'est même pas intéressant (et n'apporte rien au reste de l'histoire). Mais le thème de cet épisode est précisément le « rien », le « vent », la rhétorique ou l'art de bien parler quel que soit le contenu. Les personnages étalent leurs connaissances et leur maîtrise de l'art oratoire, Joyce étale son art littéraire, tout ça juste pour épater la galerie. Tout cela ne nous apprend rien et ne nous emmène nulle part (à part, peut-être, au pub) ; mais malgré cette omniprésence du vent, quelque chose se dessine. Tout se confond : le fil narratif du roman, l'écriture, les personnages, la forme… pour parvenir au sens de l’épisode : l'Irlande et en particulier Dublin est une terre vidée de toute force vive (l'art et le langage entre autres, y sont devenus des formes mortes) et en cela elle est le royaume de ceux qui parlent pour ne rien dire. Ce thème, si présent dans l'œuvre de Joyce, était déjà l'un des piliers de Dubliners.
Joyce en profite au passage pour égratigner le journalisme, censé nous renseigner sur les faits, donc la réalité, et qui n'est qu'une immense machine à créer du vent. Les titres des textes rappellent d'ailleurs des titres d'articles ; or ils reprennent de manière tronquée et parfois déformée le contenu même du texte, comme si, cherchant à ramener la diversité infinie du réel en une formule facile, ils le compressaient et le travestissaient. Cet épisode est un de ceux où la forme littéraire prend le dessus sur le contenu et, étrangement, donne du sens, non seulement au texte qu'elle déroule, mais à l’œuvre tout entière.

##### Analyse
Dans l'Odyssée d'Homère, Ulysse, après avoir échappé au Cyclope, échoue sur l'île d'Éole. Ce dernier l'accueille avec bienveillance lui et ses compagnons et leur offre son aide : il enferme dans une outre tous les vents contraires et violents empêchant Ulysse de rejoindre Ithaque. Il confie l'outre à Ulysse et celui-ci reprend la mer. Après seulement quelques jours de navigation, les terres d'Ithaque sont visibles et Ulysse, rassuré et épuisé par ses épreuves, sombre dans le sommeil. Malheureusement, ses hommes croient qu'Éole a offert à Ulysse un trésor et que celui-ci veut le garder pour lui, et ils décident d'ouvrir l'outre. Tous les vents emprisonnés s'en échappent et immédiatement une tempête éloigne les bateaux des rives d'Ithaque. Revenus à l'île d’Éole, ce dernier, mécontent de n'avoir pas été écouté, refuse d'accorder une nouvelle fois son aide et les chasse de son île, estimant qu'Ulysse a sans doute trop gravement offensé les dieux.
Dans cet épisode, en ce qui concerne l'histoire racontée par le roman, il ne se passe donc rien ou presque. Toutefois, certains des thèmes principaux du roman sont présentés et approfondis. Joyce nous donne dans ses schémas comme sens de cet épisode : la dérision de la victoire. Cela peut sembler étonnant puisqu'il n'y est question que de défaites (on y évoque même ironiquement Pyrrhus, dont on connait la valeur de sa victoire…). Mais, si l'on considère les protagonistes de cet épisode comme des archétypes, plusieurs points intéressants apparaissent. Léopold Bloom (l'homme moyen, pratique) se montre volontaire, affairé et consciencieux : il ne cesse de faire des efforts et de jouer de diplomatie pour faire passer son annonce. D'abord accueilli bienveillamment par le directeur (comme Ulysse par Éole), il n'est jamais vraiment pris en considération. Puis, il est traité avec dédain et vulgarité et il n'est même pas convié à se rendre au pub avec les autres. Les autres, justement, amateurs de rhétorique (les journalistes, représentant les hommes de l'esprit), sont montrés dans cet épisode comme dominants et sûrs d'eux-mêmes. Dans ce royaume où le vent est roi, survient Stephen Dédalus (l'artiste). Il est tout suite accueilli par le cercle d'orateurs, car il est connu pour son esprit et son adresse à manier la langue (le directeur finira même par lui demander d'écrire quelque chose pour son journal, sans même s'intéresser du contenu : quelque chose « qui a du mordant, qui ravigote »).

D'abord intimidé et distant (comme il pouvait l'être face à M. Daisy), Stephen, après avoir entendu quelques tirades et en particulier les prémisses du discours du professeur MacHugh, se donne comme défi d'égaler les maîtres rhétoriciens qu'il a en face de lui (« Nobles phrases en perspective. Voyons. Serais-tu capable d'en faire autant ? »). Défi relevé quelques pages plus tard lorsque Stephen déclame sa parabole des prunes. En fait, il se contente de reprendre les réflexions déjà émises sur Israël et Moïse (toujours en lien avec l'Irlande) et de les habiller avec une parabole où deux vieilles femmes grimpent sur la colonne Nelson, mangent des prunes et crachent les noyaux en contrebas : Le phallus de l'envahisseur anglais représenté par la colonne du « manchot adultère » Nelson, incapable de féconder la terre stérile de l'Irlande-Palestine avec les semences crachées par les vieilles placées en son sommet (si vide soit-elle par rapport au reste du texte, cette parabole s'avère très instructive quant au sens à donner à l’épisode). Stephen, déjà invité à produire un article et convié à suivre le groupe au pub, soulève l'enthousiasme (surtout du professeur, celui qu'il devait égaler). À coup sûr, il pourrait se faire une place à la rédaction de L'Homme libre. Dans tout ce paragraphe où il n'est question que de défaite, de stérilité et de soumission, c'est le seul coup d'éclat oratoire qui ponctue une victoire : celle de Stephen sur lui-même. Oui, il est parfaitement capable d'en faire autant que le professeur MacHugh ou le directeur Myles Crawford. Or cette victoire est dérisoire, car pour qui, comme Stephen, a voué sa vie à l'art et à la littérature, le journalisme même le plus vanté ne vaut rien. L'art du Verbe doit, contrairement à l'art rhétorique des journalistes, amener la création, le renouvellement, la fécondation. Le monde de l’épisode d’Éole, celui de l'esprit, crée un vent de vide soufflant sur une terre stérile. Toute victoire sur ces terres est vaine. Stephen cherche exactement le contraire : une terre fertile capable de recevoir un Verbe créateur. C'était pour cette raison qu'il avait quitté l'Irlande pour rallier le continent à la fin du Portrait de l'artiste en jeune homme. On voit ici sa quête refaire surface dès son retour sur sa terre natale. Le fil rouge de Stephen dans Ulysse est précisément la perte de l'idéalisme juvénile (héritage d'augustinisme renié), la recherche (vaine) du Père (un nouvel idéal pour remplacer celui de la religion), et la décision de vouer la pureté du verbe au monde de la chair (l'artiste, affranchi, libéré des chaînes du passé, devenu homme). Cela correspond en outre à la trajectoire de Joyce lui-même (dont Stephen est également le représentant) : enfance et adolescence en lutte contre l'éducation jésuite (Portrait de l'artiste en jeune homme) ; recherche vaine et ironique de s'inscrire dans la tradition littéraire idéaliste et paternaliste, débouchant sur une ouverture sur le monde féminin du corps, du vénal, du périssable et de l'immanence (Ulysse) ; inscription dans le monde de la nuit, du mouvant, du fleuve parole et du verbe-femme liquide (Finnegans Wake).

Voilà comment, en ne nous disant rien, James Joyce nous dit tout.

#### Épisode VIII: Les Lestrygons
- Scène : Le dîner
- Heure : 13 heures
- Organe : Œsophage
- Couleur : Rouge sang
- Science, Art : Architecture
- Personnages : Ulysse - Antíphatês - Les filles séduisantes
- Correspondance :
  - Antíphatês - La faim
  - Le Leurre - La nourriture
  - Les Lestrygons - Les Dents
- Technique : Prose péristaltique
- Symbole : Sacrifice sanglant - Nourritures - Honte
- Sens : Déjection

##### Résumé
Léopold Bloom a quitté les locaux de l'Homme Libre et cherche un endroit où se restaurer. Il a faim, et ses pensées sont accaparées par les évocations culinaires. Au cours de sa marche, son esprit vagabonde entre sa femme, sa fille, des pensées érotiques lorsqu'il passe devant une vitrine de lingerie (Bloom en est friand), des idées publicitaires… Il arrive jusqu'au pont O'Connell, jette un prospectus dans la Liffey afin d'attirer les mouettes puis, voyant qu'elles ne réagissent pas, leur achète un gâteau et leur émiette dans la rivière. Il va croiser plusieurs personnes au cours de son cheminement : il aperçoit la sœur de Stephen Dilly, Mme Breen (une connaissance se plaignant de son mari « fêlé » et lui apprenant que Mme Purefoy est à l'hôpital et connait un accouchement long et difficile – Bloom ira la voir à la maternité dans l’épisode les Bœufs du Soleil), ainsi que l'étrange Cashel Boyle O'Connor Fitzmaurice Tisdall Farrell.
Il entre ensuite dans le restaurant Burton mais les odeurs et la vision des hommes ingérant la nourriture et mastiquant le dégoûte et il préfère quitter les lieux. Il finira par manger un repas léger chez Davy Byrne (un sandwich au fromage et un verre de Bourgogne). Il s'entretiendra cordialement avec les clients et le patron et recroisera la route de Bantam Lyon qui annoncera qu'il a joué aux courses le tuyau que lui a donné Bloom. La vision des courbures du bar va se mêler dans son esprit avec les rondeurs des déesses grecques, ce qui va le décider à se rendre au musée de la Bibliothèque afin de vérifier une hypothèse érotico-esthétique : les statues des déesses ont-elles des orifices ?
Une fois sorti, sur le chemin de la bibliothèque, il aide un aveugle à traverser la rue et se prend de compassion pour la cécité, puis évite Blaze Boylan, l'amant de sa femme, en feignant de chercher quelque chose dans sa poche (il a toujours son savon parfumé au citron ainsi qu'une pomme de terre « talisman »). L’épisode se clôt lorsque, soulagé d'avoir esquivé Boylan, il pénètre dans l'enceinte de la bibliothèque.

##### Style
Nous voilà de retour dans les pensées de M. Bloom et, à nouveau, celles-ci nous rapportent essentiellement le langage de son corps. Assurément, Léopold Bloom ne représente pas que l'homme moyen ; il est aussi le porte-parole du physiologique (tandis que Stephen Dédalus est celui de l'esprit). Pas étonnant dès lors de retrouver le style des précédents épisodes « bloomiens » avec le flux de pensée comme dominante. Cette fois, le style est dit « prose péristaltique » (le péristaltisme étant le système de contraction des intestins). Tiraillé par la faim, Bloom pense à travers ses intestins.

##### Analyse
Après avoir été chassé par Éole, la flotte d'Ulysse rejoint l'île des Lestrygons, gouvernée par le roi Anthipatès. Les Lestrygons sont un peuple de géants cannibales et brutaux. Ils dévorent les éclaireurs envoyés par Ulysse et détruisent ses navires avec des rochers. Ulysse et ses compagnons s'enfuient mais réussissent à sauver seulement un navire.
Une autre facette de la personnalité de Léopold Bloom est montrée dans cet épisode avec un peu plus d'insistance : Bloom est un homme sympathique, bienveillant et compatissant. Il ne se résume pas uniquement à une caricature parodique du grand Ulysse ; il n'est pas non plus seulement le symbole de l'homme moderne petitement égocentrique : avant toute chose, il est présenté comme un personnage positif. C'est toute la finesse et la justesse de Joyce d'avoir réussi à réunir tant de variantes dans son personnage et, par là même, de l'avoir rendu aussi vivant, aussi crédible, et aussi proche de nous.
Il semble que Joyce ait voulu démarquer Bloom du reste des autres habitants de la ville. Malgré le fait qu'il soit un monsieur tout le monde, il présente quelques traits significatifs : il a la politesse de parler avec les femmes (même si c'est pour faire la conversation) ; il est ouvert et compatissant, prompt à apporter son aide (il fait traverser l'aveugle, il rendra visite à Mme Purefoy…) ; malgré sa faim, il ne se jette pas sur la nourriture (comme les clients de chez Burton) et montre une certaine finesse (dans son choix et sa dégustation du repas). Sans être un homme exceptionnel, Léopold Bloom ne vient pas non plus grossir la masse de ceux dont la vie ne se résume qu'à une existence presque animale (manger, boire, agresser les intrus… des gens dont la vie est proche de celle des Lestrygons). En somme, il ne fait pas partie de ces gens de Dublin dont Joyce moqua la vulgarité et l'incapacité à sortir de leur médiocrité.
Dès le début de l’épisode, un jeune homme tend à Bloom un prospectus religieux. « Êtes-vous sauvés ? Élie arrive ». Si Bloom ne fait pas grand cas de ce prospectus (il va le jeter dans la Liffey pour attirer les mouettes quelques pages plus loin), le lecteur attentif, lui, pourra imaginer le bout de papier chiffonné voguer, et réapparaître deux épisodes plus loin dans les Rochers Errants. Même l'Odyssée des prospectus abandonnés et chiffonnés a de l'importance. Mais ça n'est bien sûr pas tout. L'occasion étant trop belle de glisser un nouveau symbole (mais quelle phrase d'Ulysse n'en cache pas). « Élie arrive » nous dit le prospectus, et c'est de cette façon que « l'embarcation » chiffonnée sera systématiquement présentée dans les Rochers Errants. Or Élie est celui qui annonce la venue du messie à la fin des temps. Élie arrive, la fin des temps est proche, et Élie est aussi une feuille de texte chiffonnée : un verbe nouveau est annoncé. Il vogue sur la Liffey. Comment ne pas faire le rapprochement avec la prose de Finnegans Wake ? Ce prospectus chiffonné jeté sur la Liffey ne serait-ce pas tout simplement le roman Ulysse lui-même ? À noter que le prospectus apparaît dans les deux épisodes les plus consacrés à la population de Dublin : les Lestrygons et les Rochers errants. Sans bruit et dans l'indifférence générale, le roman de Joyce traverse Dublin et s'annonce au monde.
Dans cet épisode, Bloom apparaît également comme un amateur d'astronomie. Il fait référence à un livre de sa bibliothèque intitulé Parallaxes, concept qu'il a du mal à comprendre. Immédiatement, la référence au grec et à l'explication qu'il a faite le matin à sa femme sur la métempsychose reparaît. La parallaxe, effet dû au changement de position de l'observateur par rapport à l'objet observé, est rapprochée de la métempsychose, changement de position de l'âme ou du sujet dans le temps. Le thème du décalage, qui émerge à l'occasion de ce rapprochement, est cher à Joyce, en particulier dans Ulysse. L'écriture est elle-même le principe de ce décalage, à la fois pour le lecteur (observateur transporté dans l'espace et le temps à Dublin en 1904) et l'écrivain (Joyce s'incarnant et utilisant la position décalée de ses personnages). En faisant référence à ces deux notions, Joyce indique vouloir utiliser le décalage propre à la littérature sur la totalité de l'espace (si on considère Dublin comme un microcosme symbolisant le monde) et du temps (de Homère jusqu'à lui-même).
L'ambition d'englober la totalité du réel fait partie du projet d'Ulysse : non seulement en utilisant la perception de tous les sens et de tous les types de pensées (pratique comme celle de Bloom ou théorique comme celle de Dédalus) ; mais aussi en épuisant tous les styles disponibles (les 17 premiers épisodes d'Ulysse reprenant en les parodiant les styles à la disposition de l'auteur, le 18e présentant une ouverture sur un style nouveau) et en convoquant la totalité du savoir.

#### Épisode IX: Charybde et Scylla
- Scène : La Bibliothèque
- Heure : 14 heures
- Organe : Cerveau
- Couleur : (Aucune)
- Science, Art : Littérature
- Personnages : Scylla - Charybde - Ulysse - Télémaque - Antinoos
- Correspondance :
  - Le rocher - Aristote, les dogmes, Stratford
  - Le tourbillon - Platon, Mystique, Londres
  - Ulysse - Socrate, Jésus, Shakespeare
- Technique : Dialectique, Tourbillons
- Symbole : Hamlet - Shakespeare - Le Christ - Socrate - Stratford - Scolastique/Mystique - Platon/Aristote - Jeunesse/Maturité
- Sens : Dilemme à deux tranchants

##### Résumé
Nous avons pénétré l'enceinte de la bibliothèque en compagnie de Léopold Bloom, et pourtant nous allons immédiatement le quitter pour nous retrouver, guidés par un bibliothécaire zélé et un brin pédant, au milieu d'une discussion littéraire entre Stephen Dédalus et certains de ses amis étudiants : A.E., John Eglinton et Lyster (le bibliothécaire), auxquels viendra s'ajouter Buck Mulligan. Dans un bureau de la Bibliothèque nationale, nous assistons en fait à un véritable débat au cœur duquel se trouve la théorie de Stephen sur Hamlet (théorie déjà évoquée dans le premier épisode par Buck Mulligan à Haines). Stephen défend le fait que la vie réelle d'un auteur (et donc ici de Shakespeare) peut être retrouvée dans ses œuvres. Stephen pioche ses arguments à la fois dans la biographie, les œuvres mais aussi la philosophie et la théologie, mettant en place une théorie dense et remplie d'allusions et de liens aussi téméraires que fragiles. Sa thèse consiste à dire que Shakespeare aurait voulu compenser dans ses pièces les malheurs de son existence. Deux cas sont examinés avec minutie : la mort de son jeune fils Hamnet et les humiliations sexuelles ainsi que l'infidélité de son épouse Anne Hathaway. De nombreuses œuvres sont utilisées comme pièces à conviction, mais c'est surtout autour d'Hamlet que tourne tout le débat. Selon Stephen, Shakespeare y apparaît sous la forme du fantôme du père d'Hamlet (l'ancien roi du Danemark, qui déclare à son fils avoir été assassiné par son propre frère et lui demande vengeance), tandis qu'Hamlet ne serait autre que le propre fils défunt de Shakespeare, Hamnet (il s'appuie notamment sur la ressemblance des prénoms). Selon Dédalus, le jeune fils de Shakespeare aurait pu naître d'un amour adultère entre Anne Hathaway et l'un de ses frères, Richard ou Edmund (toujours des personnages négatifs dans ses pièces. On notera également que dans Hamlet, Gertrude la mère d'Hamlet, se remarie presque aussitôt après la mort de son mari avec le frère de ce dernier). Autre argument, Shakespeare joua lui-même dans sa pièce : il prenait systématiquement le rôle du fantôme du père.
Au cours de toute la joute verbale, Stephen doit sans cesse composer entre deux difficultés : l'idéalisme de A.E, qui se moque d'un lien entre faits historiques et art, et le matérialisme de Buck Mulligan qui raille toute portée symbolique. Il s'agit alors pour Stephen de réussir à définir comment la vie et l'art interagissent en évitant chacun de ses deux extrêmes. En d'autres termes, il navigue entre deux grands dangers : Charybde et Scylla.
L’épisode se termine lorsque Mulligan (qui a fait des plaisanteries antisémites et homophobes sur Bloom) et Stephen se rendent vers la sortie de la bibliothèque et croisent Bloom qui, après avoir consulté les documents pour son annonce, s'en va lui aussi.

##### Style
Nous retrouvons une trame en style indirect libre où le dialogue prend une place prépondérante. Bien que faisant partie de l'odyssée proprement dite, l’épisode est consacré à Stephen Dédalus (Bloom n'étant présent que comme une ombre) et le flux de pensée auquel nous avons accès est celui du jeune poète. Ce flux est essentiellement composé de réflexions internes, de reparties muettes et d'encouragements, insistant sur le fait que Stephen lutte et tente de se sortir de pièges théoriques. Le style permet de noter le contraste entre la rhétorique assurée et fière de Stephen et la fragilité de sa position, ses doutes et ses interrogations.
Des citations d'Hamlet ponctuent régulièrement les arguments et réflexions, laissant pénétrer la pièce à l'intérieur même du récit. Les vers de Shakespeare ne sont pas simplement décoratifs ou argumentatifs, mais constituent le corps du texte, le nourrissant et le complétant (voir par exemple les dernières lignes de l’épisode ).
À travers les pensées de Stephen et sa repartie silencieuse, les prémisses de Finnegans Wake apparaissent : mots fusionnés, empilage d'être sur un seul nom ou un seul mot, mots-valises... Tout comme dans l'argumentaire de Stephen, les êtres et les concepts s'entassent les uns sur les autres (Stephen-Hamlet-Joyce ; Bloom-Ulysse-Shakespeare-Christ ; Anne Hatheway-Vierge Marie-Madone-Gertrude…). Naviguant entre idéalisme et empirisme, Stephen semble entrapercevoir ce que sera sa voie, et Joyce laisse entendre dès cet épisode ce que sera la conclusion stylistique de la quête de son alter ego romanesque.

##### Analyse
Normalement après les Lestrygons vient l'épisode de Circé dans l'Odyssée. Cette dernière mettra en garde Ulysse des dangers l'attendant sur le chemin du retour. Elle lui explique comment échapper au piège des sirènes, puis lui indique qu'il devra par la suite naviguer deux monstres gigantesques, Charybde et Scylla. Elle lui affirme qu'il ne pourra se tenir à distance des deux monstres et devra choisir de s'approcher dangereusement de l'un d'eux. Et, en effet, une fois passées sans encombre les sirènes, Ulysse évite Charybde, mais ne peut s'éloigner de Scylla qui attaque son navire et emporte six de ses hommes. Elle lui propose comme alternative  le passage tout aussi dangereux des Plankte (ou Symplégades) qu'Ulysse n'empruntera pas.
Cet épisode propose une argumentation à la fois philosophique, littéraire et mystique qui se déroule sur plusieurs plans. Tout d'abord, la discussion autour de la théorie de Stephen Dédalus permet à Joyce de se positionner par rapport aux mouvances littéraires de son époque. Le premier groupe d'opposants, mené par A.E. (les idéalistes) représentent également le renouveau celtique, prônant un retour aux sources de la langue vers ses racines celtes (gaéliques) ; tandis que le matérialisme de Mulligan est représenté par une sorte de néo-paganisme d'inspiration nietzschéenne (une réduction de la pensée nietzschéenne en un anticléricalisme, un antisémitisme, et une sorte d'égocentrisme hédoniste) : il s'agit de deux modes de pensées, courants à l'époque de Joyce, en réaction avec l'ordre établi et chancelant. La dialectique de Stephen consiste à dépasser ces deux façons de penser pour trouver une voie lui permettant d'atteindre une mystique où la vie et l'art ne seraient plus séparés. C'est cette partie de son exposé qui est particulièrement sur la sellette lors de la discussion. A.E se moque immédiatement de ces gens qui essaient de voir une quelconque réalité historique à travers une œuvre d'art. Mulligan, de son côté, apparente les réflexions de Dédalus à de la masturbation et tourne chacune de ses démonstrations au ridicule en faisant des allusions grivoises. Stephen complexifie selon lui beaucoup trop une réalité qui n'est intéressante que d'un point de vue terre à terre.
Pour naviguer entre Charybde et Scylla, Stephen s'appuie sur Aristote (élève de Platon, et pour ainsi dire fils spirituel de celui-ci, qui refusa la thèse socratique du monde des idées- Socrate étant le père spirituel de Platon). Il développe une argumentation axée sur les faits (d'où ses fréquents emprunts à la biographie, parfois putative, de Shakespeare ainsi qu'à ses œuvres). Mais ce faisant, il dépasse le cadre de la discussion philosophique ou philologique. Car Stephen s'identifie lui-même à Hamlet (et à travers lui Joyce à Shakespeare, et à travers Joyce, n'importe quel écrivain à n'importe quel créateur). On retrouve alors la quête de Stephen Dédalus à la recherche d'un père spirituel (et de Joyce quant à la créativité littéraire). En effet, tout comme Hamlet, Stephen a rejeté le monde de sa mère (monde coupable et vicieux dont Anne Hathaway serait l'inspiratrice) pour ne s'en remettre qu'à celui du père, même si celui-ci n'est qu'un spectre. Il devient alors « l'ombre d'une ombre », et étend « cette voix entendue seulement au cœur de celui qui est la substance de son ombre, le fils consubstantiel au père ». Dédalus développe ainsi le thème de la paternité mystique, refusant l'image maternelle de la Madone : l'artiste est alors perçu comme un être androgyne se concevant lui-même dans ses œuvres. Stephen cherche à engendrer, autrement dit à créer une œuvre, mais il ne peut le faire tant qu'il n'aura pas trouvé le lien qui l'unit à ce qui l'a lui-même engendré (le Père mystique). Sa théorie, aussi hardie soit-elle, repose sur des critères trop fragiles pour être recevable (d'ailleurs Stephen, quand ses amis lui demandent s'il y croit, leur répond négativement). Cependant, elle illustre bien le questionnement intérieur et le cheminement mystique de Stephen Dédalus (qui n'est autre que celui de Joyce lui-même, qui en engendrant Stephen, cherche à travers son personnage à créer une œuvre nouvelle).
Or, tout comme l'ombre du roi défunt plane sur toute la pièce d'Hamlet, une présence fantomatique hante cet épisode : celle de Léopold Bloom. Joyce insinue alors que le père mystique de Stephen n'est autre que Bloom. On se rappellera que Bloom, tout comme le Shakespeare de Stephen, a perdu un jeune fils et est victime des infidélités de sa femme. Contre toute attente, Stephen le métaphysicien, Stephen le rhétoricien et le dialecticien, cherchant un nec plus ultra rationnel, trouve ce dernier dans l'inattendu Léopold Bloom, qui quelques minutes auparavant examinait discrètement les statues des déesses grecques pour vérifier leur anatomie sacrée.
Joyce avance ici l'idée que la paternité biologique ou sociale n'est pas importante. C'est la paternité spirituelle qui compte, et celle-ci ne se trouve jamais où on l'attend. À proprement parler, personne ne sait jamais vraiment qui est réellement son père. La seule chose dont on est sûre, c'est d'être l'enfant de sa mère. Stephen nous dit que le père est « une fiction légale ». Dès lors, le véritable père n'est pas celui de l'état civil, mais bien l'être avec lequel on pourra être consubstantiel. On l'a vu cette relation de paternité colle parfaitement avec la relation auteur-œuvre ; mais dans la vie réelle, une pareille fusion est possible. Et, contre toute attente, le poète métaphysicien Dédalus va rencontrer son père spirituel en la personne du débonnaire et pragmatique Léopold Bloom. La pensée rencontrant l'existence charnelle : voilà le retournement opéré par Joyce dans Ulysse pour dépasser Portrait de l'artiste en jeune homme. Après avoir rejeté le monde et s'être affirmé en tant qu'artiste, celui-ci doit être à même de créer une œuvre (et un monde) nouveau. C'est dans le corporel, l'usuel, l'humain, le quotidien et le vénal que Joyce se tourne : son Ulysse (Bloom) est l'homme quotidien et physiologique.
Stephen-Hamlet, orphelin de père (ou ayant rompu avec lui) et rejetant le monde maternel, lié à Bloom-Ulysse, père à la recherche d'un fils (d'un fils défunt, Rudy ; ou d'un fils perdu, Télémaque). Vu sous cet angle, leur complémentarité semble évidente.
Au niveau du langage (puisque Ulysse est aussi et peut-être avant tout une odyssée du langage), la rencontre de la pensée et du monde physiologique et charnel, cheval de bataille de Joyce dans Ulysse, est parfaitement symbolisée par le couple Bloom-Dédalus : une abstraction poétique et métaphysique frisant le mystique pénétrant la sphère de la chair et du quotidien.
Or, cette interprétation nous oblige à rompre avec une habitude prise lors de la lecture du Portrait de l'artiste en jeune homme. Du fait de ce précédent roman (mais aussi du fait que la pensée de Joyce a sans doute servi de modèle à celle de Stephen), on identifie très souvent dans Ulysse Joyce à Stephen. Or, et cet épisode semble nous l'indiquer, Bloom est également un avatar de Joyce dans ce roman. Tout d'abord, si l'on suit le raisonnement de l’épisode, les deux sont un : consubstantiels. Voilà pourquoi la transgression du modèle homérique (Stephen-Télémaque ne devrait pas se retrouver là, qui plus est au centre de la narration) n'est que superficielle : à travers son fils spirituel Stephen, c'est bien l'ombre Léopold Bloom qui est le centre de cet épisode (Ulysse passant entre Charybde et Scylla). Ensuite, Stephen ne reflète pas entièrement la pensée de Joyce : il n'en est que la facette poético-métaphysique. En fait, il la partage avec Bloom, qui reflète les pensées physiologiques de l'auteur. Certes, la pensée de Bloom est différente de celle de Joyce (on sait qu'il s'appuya sur des modèles différents de lui-même pour la retranscrire), mais Bloom et Joyce ne sont pas si éloignés qu'on pourrait le croire. Pour s'en convaincre, il n'y a qu'à penser que la femme de Bloom, Molly, qui prend la parole au dernier épisode, n'est autre que la représentante de la pensée de Nora, la femme de Joyce. Dans Ulysse, c'est encore sa propre vie qu'explore Joyce. Non pas à travers le récit autobiographique et les souvenirs d'enfance du Portrait de l'artiste en jeune homme ; non pas dans le kitsch pseudo-romantique d'un étalement égotique si courant dans le roman moderne, mais à travers la quête de l'universel et de la création.
Dans Ulysse, le fils consubstantiel au père n'est pas Stephen, mais Stephen et Bloom. On peut ainsi s'amuser à reconstituer une trinité typiquement joycienne en ce qui concerne Ulysse : le fils-Bloom (la chair), le saint-Esprit-Dédalus et le Père-Joyce.
Stephen n'en perd pas pour autant la place qu'il avait dans l’œuvre antérieure. Celle-ci ne fait au contraire que se confirmer. Stephen Dédalus, en tant qu'incarnation (fils consubstantiel au père) de Joyce représente la quête de ce dernier de sortir du labyrinthe de la stérilité créatrice de son époque (on se souviendra de l’épisode Éole, mais aussi de Dubliners et de Portrait de l'artiste en jeune homme, ayant tous pour thème central le rejet d'un monde où la création est devenue impossible). L'étrange nom de Stephen prend alors tout son sens : Dédalus est le labyrinthe de Joyce, l'énigme sur la création que son travail d'écrivain doit traverser. On se souviendra que chaque épisode de Portrait de l'artiste en jeune homme représentait déjà un labyrinthe biographique dont l'auteur devait sortir afin d'atteindre la sortie et être, enfin, un artiste. L'artiste doit à présent créer une œuvre qui ne soit plus une réaction au monde, mais bien la création, positive, d'un monde nouveau.
Il l'engendrera à partir de la chair.
Entre le formalisme le plus abstrait et le matérialisme brut, deux écueils de la pensée, deux monstres engloutissant la créativité, la voie empruntée par la pensée libre et créatrice de Joyce, voie nouvelle, est celle du corps, dans ce qu'il a de plus familier et de plus humain.

#### Épisode X: Les Rochers Errants
- Scène : La Rue
- Heure : 15 heures
- Organe : Sang
- Couleur : Arc-en-ciel
- Science, Art : Mécanique
- Personnages : Ulysse - Objets - Lieux - Forces
- Correspondance :
  - Bosphore - Liffey
  - Banque Européenne - Vice-Roi
  - Banque Asiatique - Conmee
  - Symplégades - Groupes de citoyens
- Technique : Labyrinthe
- Symbole : Christ/César - Erreurs - Homonymes - Synchronisations - Ressemblances - Citoyens
- Sens : L'environnement hostile

##### Résumé
Il est 14H55 à Dublin et cet épisode, constitué lui-même en 19 mini-séries, traversées par autant de personnages, est pour beaucoup un condensé du livre lui-même, supervisé par le personnage omniscient de l'Arrangeur. On peut résumer chaque mini épisode comme ceci :
| N° de la section | Résumé |
| ---------------- | --- |
| 1                | Le père Conmee sort de son presbytère, en ville, en direction d'Artane jusqu'à un champ hors de Dublin où il a rendez-vous.                                                                                             |
| 2                | Corny Kelleher, dans l'entreprise de pompes funèbres remplit un registre en mordillant un brin de paille et fait la causette avec un agent.                                                                             |
| 3                | Un marin unijambiste remonte Eccles Street et fait la manche. |
| 4                | Les sœurs Katey et Boody Dédalus, affamées, se contentent d'une maigre soupe de pois cassés. |
| 5                | Dache Boylan fait composer un panier garni de fruits et aguiche la vendeuse. |
| 6                | Stephen et Artifoni se quittent aimablement. |
| 7                | Miss Dune s'ennuie, griffonne la date du jour sur un papier, regarde une publicité, avant de recevoir un coup de téléphone de Boylan lui donnant des directives pour la fin de son service.                             |
| 8                | Ned Lambert fait visiter la Chambre du Conseil de l'abbaye de Sainte-Marie à un ecclésiaste. |
| 9                | Tom Rochford, Blair Flynn, Lenehan et Mc Coy discutent de tout et de rien, de paris hippiques, et finissent par parler de Molly et Léopold Bloom.                                                                       |
| 10               | Léopold Bloom feuillette des livres érotiques dans une boutique de seconde main et achète un roman érotique pour sa femme.                                                                                              |
| 11               | Dilly Dédalus réclame à son père Simon de quoi se restaurer. Ce dernier tente de s'esquiver puis lui donne deux pence.                                                                                                  |
| 12               | M. Kernan repense, satisfait, à la commande qu'il vient de décrocher tout en s'admirant dans le miroir d'un coiffeur.                                                                                                   |
| 13               | Stephen Dédalus, pris dans ses pensées, s'arrête devant la voiture d'un bouquiniste de rue, puis rencontre sa sœur Dilly (qui a acheté un livre pour apprendre le français avec ses 2 pence), dont la misère l'effraie. |
| 14               | Simon Dédalus et le père Cowley discutent et retrouvent Ben Dollard, à qui il est demandé de s'occuper de la dette du père Cowley.                                                                                      |
| 15               | Martin Cunningham vient de placer le fils de Paddy Dignam et s'entretient avec ses collègues. |
| 16               | Mulligan et Haines dégustent un café viennois et des gâteaux dans un salon de thé et parlent de leur ami et colocataire Dédalus et se désolent de son attitude de poète.                                                |
| 17               | Cashel Boyle O'Connor Fitzmaurice Tisdall Farrell marche de façon anarchique dans Dublin et bouscule un jeune aveugle.                                                                                                  |
| 18               | Patrick Dignam, fils du défunt Paddy Dignam, rentre chez lui avec la livre et demi de côtelettes de porc qu'on lui a demandé d'aller chercher. Il pense à son père et à son avenir d'orphelin.                          |
| 19               | Le cortège du comte Dudley du palais d'été jusqu'à un faubourg de Dublin où il doit inaugurer une kermesse. |

##### Style
Le style « classique » d'Ulysse est ici présent : narration avec insertion de divers flux de pensée. L'originalité narrative (outre les croisements incessants des personnages et des situations) tient à l'insertion au cœur du récit de brefs passages décrivant l'action d'une autre section, sans lien avec le texte en cours.
Ces incursions donnent une impression de simultanéité au récit, comme si nous avions les indications en temps réel de tout ce qu'il est en train de se passer, même en dehors du récit qu'on est en train de lire. De plus, les nombreux retours en arrière (notamment chronologiques), les croisements et recroisements de personnages, et la multitude des intersections et noms de rues donnent au lecteur la sensation d'évoluer dans un véritable labyrinthe (le labyrinthe est d'ailleurs le style de l’épisode).

##### Analyse
Aucun épisode n'est consacré aux rochers errants dans l'Odyssée. Le chemin est simplement évoqué par Circé et, sur ses conseils, Ulysse ne l'emprunte pas. Les rochers errants sont décrits par la magicienne comme infranchissables (pas même par les oiseaux), les deux falaises du détroit du Bosphore se rejoignant l'une l'autre et écrasant les navires qui s'y aventurent.
Nous voilà donc sur le chemin que n'emprunta pas Ulysse, nouveau pied de nez de l'auteur à son modèle homérique. Or, précisément, dans cet épisode, nous suivons les pérégrinations, tout à fait secondaires, de certains habitants de Dublin. Comme indiqué plus haut, les croisements entre ces personnages ainsi que les indications hors contexte de la situation des autres protagonistes donnent une impression de simultanéité et d'une vision « globale » d'une portion de Dublin. En quelque sorte, Joyce semble nous dire : « voilà ce qu'il se passe dans Dublin pendant que vous lisez l'histoire principale. ».

#### Épisode XI: Les Sirènes
- Scène : La salle de concert
- Heure : 16 heures
- Organe : L'oreille
- Couleur : Corail
- Science, Art : Musique
- Personnages : Leucothéa - Parthénope - Ulysse - Orphée - Ménélas - Les Argonautes
- Correspondance :
  - Sirènes - Serveuses du bar
  - Île - le Bar
- Technique : Fuga per canonem
- Symbole : Promesses - Femmes - Sons - Embellissements - Serveuses
- Sens : La douce tricherie

##### Résumé
Il est quatre heures de l'après-midi lorsque les deux barmaids de l'hôtel Ormond voient passer le cortège du vice-roi devant la vitrine de leur bar. Les deux aguichantes tenancières, Miss Douce et Miss Kennedy, accueillent ensuite Simon Dédalus qui est immédiatement attiré par le piano venant juste d'être accordé par un jeune aveugle (celui-là même que nous avons déjà croisé à plusieurs reprises). Pendant ce temps, Bloom achète du papier. Boylan entre à son tour, bientôt suivi de Bloom accompagné d'un ami, Richie Goulding. Tous deux s'assoient près de la porte, tandis que Boylan et Lenehan flirtent avec les serveuses. Boylan se retire, et, il est fortement sous-entendu qu'il a rendez-vous avec Molly Bloom (par petits épisodes, nous suivons sa progression en cab du bar jusqu'à la porte à laquelle il toque). Ben Dollard et le père Cowley arrivent. Simon Dédalus chante une chanson triste tandis que Bloom pense à Molly et rédige une lettre à Martha. À son tour, Ben Dollard, avec sa voix de basse « bariltonnante », entonne une chanson sur la résistance irlandaise, « The Croppy Boy ». Le nationalisme irlandais et la nostalgie, déjà très présents dans le texte, parviennent à leur paroxysme. Malgré cela, Bloom se décide à partir ; il quitte le bar, soulagé d'être parti avant le final de Dollard et l'inévitable tournée s'ensuivant. Travaillé par ses entrailles (Bloom se demande si cela est dû au cidre qu'il vient d'ingurgiter ou au bourgogne de son déjeuner), il croise presque aussitôt une prostituée qu'il reconnaît. Il l'évite discrètement puis, toujours tiraillé par ses intestins, attendant le moment propice, il conclut l’épisode en pétant.

##### Style
Le style de cet épisode est la fugue per canonem. Et nous avons droit à une fugue dans les règles de l'art puisque l’épisode propose une véritable ouverture où 60 fragments de textes, chacun servant de thème musical, sont présentés. Ces fragments réapparaîtront donc tout au long du texte, à la faveur de jeux de sonorités, de chaînes d'association et de sonorités. Tout est lié par la musicalité, le contrepoint et l'imitation .
On notera que l'emploi de la fugue pour cet épisode consacré aux sirènes (et dont l'art est la musique) est d'autant plus judicieux que le mot fugue vient du latin fuga, la fuite. C'est exactement ce que doit faire Bloom le voyageur (ou le lecteur ?) s'il veut mener à bien son Odyssée.

##### Sens
Dans l'Odyssée homérique, Ulysse et ses compagnons croisent dans leur voyage les ramenant vers Ithaque les sirènes dont les chants mélodieux ensorcèlent les marins et les attirent jusqu'à elles afin qu'elles les dévorent. Averti par Circé, Ulysse avait préalablement fait boucher les oreilles de ses hommes avec de la cire, tandis que, désireux d'entendre leur chant, il s'était fait attacher au mât de son bateau. Grâce à ces précautions, ils franchissent sans encombre ce piège et se dirigent vers Charybde et Scylla.
Dans cet épisode la correspondance entre le récit homérique et le roman est sans doute la plus visible : les deux barmaids, charmeuses, représentent les sirènes, tandis que le bar est leur île. Leurs clients, marins imprudents, viennent s'échouer devant le comptoir et, amusés et grisés par les belles, consomment de l'alcool.
Outre le thème, déjà bien exploité, des dangers de Dublin pour qui veut sortir de la condition des Dubliners, l’épisode des Sirènes met en avant celui de la nostalgie de l'amour et le retour au foyer. C'est non seulement la pureté perdue de l'Irlande qui est chantée mais aussi celle des premières amours. Bloom pense avec nostalgie à sa femme, à leurs premiers ébats… Mais leur relation a changé depuis la mort de leur fils (entre autres choses, ils n'ont plus de relations sexuelles). Aussi tandis qu'il pense à son amour pour sa femme, Bloom est en train d'écrire à Martha ; tandis que Boylan, quittant le bar, s'apprête (c'est en tout cas ce que suggère assez cruellement le texte) à rejoindre Molly. De même, Bloom, une fois échappé du bar des sirènes, croisera le chemin d'une prostituée à laquelle on se doute qu'il a déjà rendu visite. L'amour unissant un homme et une femme est en constant danger face aux séductions extérieures au foyer.
Contrairement aux autres clients de l'Osmond, Bloom ne s'attardera pas dans le bar tenu par Miss Douce et Miss Kennedy. Il ne chantera pas, ne se laissera pas aller à écouter les chansons, ne s'approchera pas du comptoir pour reluquer les serveuses ou pour faire tourner la pompe à bière. Pour parvenir à rentrer chez lui, Bloom doit réussir à éviter l'attraction dangereuse des sirènes, aidées dans leur patient travail d'avilissement par les chansons qui résonnent dans le bar. Pour cela, il lutte contre les sonorités en lisant et écrivant (concentration intérieure opposée aux stimuli extérieurs) mais aussi en concentrant son attention sur Molly (ce qui l'attend à l'extérieur, opposé aux plaisirs à l'intérieur du bar). Ainsi, il finira par quitter les lieux. Mais sitôt esquivé ce danger, il croise une prostituée (qu'il a déjà fréquentée), ce qui semble annoncer son passage le soir-même dans une maison close et le cauchemar de l’épisode Circé. Enfin, Bloom l'homme physiologique effectue un pied de nez aux mélopées, complaintes, ballades égrenées tout au long de l’épisode, ainsi qu'à tous les procédés musicaux employées, en se chargeant lui-même des derniers accords de la partition, à l'aide de son propre instrument à vent : « Pprrpffrrppff ».

#### Épisode XII: Le Cyclope
- Scène : La taverne
- Heure : 17 heures
- Organe : Les muscles
- Couleur : Vert
- Science, Art : Chirurgie - Politique
- Personnages : Prométhée - Ulysse - Galatée - Personne (Je)
- Correspondance :
- Technique : Gigantisme
- Symbole : Nation - État - Religion - Dynastie - Idéalisme - Exagération - Fanatisme - Collectivité - Fénien
- Sens : Terreur "égocidaire"

##### Résumé
Il est 17h et Bloom a rendez-vous avec Martin Cunningham à la taverne de Barney Kiernan où ils doivent discuter des affaires de la famille Dignam. Le narrateur de cet épisode, dont on ignore le nom (on apprend qu’il est collecteur de dettes), rencontre son copain Joe et les deux décident de se rendre au bar de Kiernan pour voir un ami appelé le Citoyen, un habitué du bar. C'est un nationaliste fier et bourru, accompagné de son chien, grognard et non moins bourru, répondant au doux nom de Garryowen. Entrent plusieurs personnes, dont Bloom. Ne trouvant pas Martin Cunningham, il se décide à l’attendre. Dans son dos, le Citoyen ne manque pas de cracher son fiel sur les étrangers souillant et parasitant l’Irlande (la couleur de l’épisode étant le vert). Toutes ses remarques visent clairement Bloom qui, bien que dans une situation inconfortable, ne s’en offusque pas. Il est même invité dans la discussion (ou plutôt pris à partie) au sujet de la peine capitale (autre sujet martelé par le Citoyen). Sans se laisser intimider, il aborde la question de manière rationnelle, avec le flegme et la diplomatie que nous lui connaissons, ce qui a le don de chauffer le sang du Citoyen et de ses comparses. Mais ces derniers, manquant d’une ouverture réelle pour attaquer, se contentent de grincer des dents. La discussion en vient au défunt Paddy Dignam et sa famille pour laquelle Bloom va tenter de sauver ce qu’il peut, mais, malgré une relative entente sur le sujet, la conversation ne s’apaise pas et le Citoyen en remet une couche sur l’histoire irlandaise, la nation irlandaise, conspue les envahisseurs anglais et les étrangers. John Wyse (encore un autre client) demande alors à Bloom, qui déplorait qu’on entretienne une haine entre les nations, ce qu’il entend par nation. La réponse, maladroite et un brin naïve, de Bloom soulève les sarcasmes et pousse le Citoyen à lui demander sa nationalité, ce à quoi Bloom répond fièrement qu’il est Irlandais. La tension monte alors encore d’un cran.
Puis Bloom, piqué au vif, affirme son appartenance au peuple juif (peuple opprimé) et défend l’idée d’une société fondée sur la lutte contre l’injustice et l’amour plutôt que sur la haine. Sentant les esprits s’échauffer, il se retire pour tenter de trouver Martin Cunningham qui n’arrive toujours pas. Une fois sorti, tout le fiel du Citoyen se déverse sur Bloom, les juifs et les étrangers. Chauffés par le nationalisme et l’antisémitisme ambiant, la nouvelle que Bloom a refilé un tuyau aux courses à Bantam Lyons (voir l’épisode 5, les Lotophages) circule et immédiatement on affirme que Bloom a dû lui aussi parier et qu’il est allé chercher en secret sa mise afin de ne pas avoir à offrir une tournée pour fêter son gain.
Lorsque Bloom revient (alors que Martin Cunningham est arrivé entre-temps), l’animosité envers lui est à son comble mais Bloom, lui-même échauffé par toutes les allusions qu’il a eues à subir, ne se laisse pas faire et tandis que Martin Cunningham tente de calmer les esprits, Bloom et le Citoyen montent sur leurs grands chevaux. Bloom, hors de lui, finit par asséner au Citoyen que le Christ lui-même était juif. Entraîné par Martin Cunningham, Bloom monte dans un fiacre et s’enfuit tandis que le Citoyen, ulcéré, les poursuit, leur jette une boîte de biscuit en fer et lance son chien surexcité sur eux.

##### Style
Nouveau morceau de bravoure et modèle d’ironie que cet épisode dans lequel Joyce a l’idée folle de consacrer narrateur un pilier de bistrot, parlant un jargon où interjections et argot irlandais s’entremêlent. Nous voilà instantanément plongés dans l’esprit nationaliste irlandais, entrevu non pas à travers concepts et idéologie mais pour ce qu’il est : un monceau d’idées reçues, de conformisme et de points de vue totalement irrationnels. Mais Joyce ne s’arrête pas là. Le style de l’épisode est en effet le « gigantisme », nouvelle invention joycienne. Or, si le terme convient partiellement au ton et au langage du narrateur (où tout n’est que caricature et torse bombé), il renvoie bien plutôt aux nombreux paragraphes qui accompagnent le récit du narrateur : à travers différents styles emphatiques (discours légal, poésie irlandaise, description épique, légendes irlandaises, mythes grecs, romance médiévale, spiritualisme, journalismes de société, articles théâtraux, sportifs, romantisme médiéval et du XIXe siècle, prose sentimentale et puérile, visions bibliques…) des textes reprennent un détail et l’enflent, le développent, l’hypertrophient jusqu’à l’absurde. Aussi, si Joyce se moque ouvertement du nationalisme, il s’en prend également et avant tout à tout langage qui, comme celui du nationalisme, a pour principe l’exaltation, l’euphorie et la grandiloquence. Le nationalisme des piliers de bistrot dublinois apparaît comme la version populaire et minimaliste d’un même mouvement (ce dernier pouvant apparaître avec tous les atours du beau parler et de la bienséance), mais qui possède le même défaut que le Citoyen : prôner une vision unidimensionnelle du monde, en utilisant l'exacerbation pour masquer carences et incohérences. Bloom et son judaïsme n’échappent pas à la moquerie, se laissant emporter par la fièvre de l’affrontement des visions du monde. Il apparaît en fin d’épisode dans une vision prophétique grotesque : Élie en gloire au milieu d’un tourbillon d’anges.

##### Sens
Chez Homère, l'épisode du Cyclope vient entre les Lotophages et Éole, c'est-à-dire bien avant les Sirènes. Ulysse et ses compagnons, débarquent sur l'île des Cyclopes où ils sont faits prisonniers par Polyphème. Ce géant doté d'un œil unique les enferme avec ses moutons et dévore plusieurs hommes. Ulysse, grâce à sa ruse, parvient à enivrer Polyphème puis, à l'aide d'un énorme épieu brûlant, lui crève l’œil. Cachés sous les moutons gigantesques, lui et les survivants s'échappent de la caverne du Cyclope et parviennent à s'enfuir sur leur bateau. Avant cela, Ulysse avait déjà trompé Polyphème en lui affirmant s'appeler « personne », si bien que lorsque le Cyclope veut appeler ses congénères à l'aide, il leur dit qu'il a été attaqué par personne, ce qui les plonge dans l'incompréhension. Fou de douleur et de rage, Polyphème se rend sur la plage et jette des rochers sur le bateau des fuyards mais, aveuglé, il ne parvient pas à les atteindre. Ulysse, imprudent, ne pourra s'empêcher de narguer le Cyclope en lui révélant son véritable nom, ce qui permettra à Polyphème, demeuré seul, de maudire Ulysse et de demander réparation à son père, qui n'est autre que Poséidon. Il demande au dieu des océans de faire en sorte qu'Ulysse ne rentre jamais chez lui ou bien qu'il le fasse seul, sur un bateau qui ne sera pas le sien et qu'il ne retrouve là-bas que malheurs.
Comme dans l’épisode des Sirènes, le parallèle avec le récit homérique est ici relativement facile à faire. Le Citoyen, brute épaisse, colérique, avec sa vision réduite et unique du monde, trônant dans la taverne au milieu des moutons irlandais, n’est rien d’autre que Polyphème, le Cyclope du mythe. Bloom, ne révélant qu’il est juif (sa véritable identité) qu’au moment de s’enfuir et fumant un cigare menaçant en face du Citoyen, est bien sûr Ulysse. La taverne est l’antre du Cyclope, et la fuite d’Ulysse, provocateur, tandis que Polyphème lui jette des rochers, est tout à fait reconnaissable.
On l’a vu, la moquerie et l’ironie sont au centre de l’épisode. Mais plus fondamentalement, le parti pris de Joyce est de traiter chaque sujet (ici le nationalisme, la xénophobie, l’antisémitisme) non pas avec distance et argumentation mais en plongeant au cœur même du langage lui correspondant. D’une part, on peut remarquer qu’il s’agit là d’une des « règles » d’Ulysse : la chair, le concret, le quotidien, plutôt que les idées. Mais en allant plus loin, cela permet à Joyce d’effectuer un retournement du langage dont il se moque. En effet, que serait devenu cet épisode si Joyce avait opté pour une narration à distance, on pourrait dire classique ? Exactement un texte du type de celui qui est montré du doigt : une vision qui se veut universelle (donc unique), une vision fermée et moralisante. Un texte qui aurait montré du doigt, mis en contraste bien et mal et, aussi subtil soit-il, aurait peu ou prou tourné à la caricature. Mais, au contraire, en ouvrant son roman au pire spécimen de fond de bistrot de Dublin, Joyce, sans juger, nous fait baigner dans un univers comique et grotesque où tout n’est qu’exagération et idées reçues. Grâce à cela, il ne s’en prend pas à des individus, ni même à des idéologies, mais à une attitude (un mélange de vision unilatérale du monde, de fermeture d’esprit, de xénophobie, et de conformisme lié à la tendance à la surenchère), attitude qu’il retrouve dans une multitude de types de langages. Sans l’ouverture opérée par Joyce et le retournement qu’elle implique, cette attitude serait restée inatteignable par le romancier.
Du côté de Bloom, outre la découverte de son attachement au judaïsme (non comme religion, mais plutôt comme racines et communauté), nous apprenons à connaître un Bloom pas toujours si débonnaire, qui ne se laisse pas marcher sur les pieds, sait défendre ses idées, même envers et contre tous (porté il est vrai par un communautarisme qui est moqué par Joyce).
On peut aussi se demander si la vision biblique totalement absurde de la fin de l’épisode n’est pas un clin d’œil au fameux « Élie arrive ! » des épisodes Lestrygons et Rochers errants. Mais est-ce seulement un clin d’œil ? Comme le laissent entendre nombre de passages antérieurs (notamment la relation Bloom-Dédalus), l’un des fils rouges d’Ulysse est la création littéraire elle-même et le problème de sortir de la stérilité du langage. Le verbe fait chair est la réponse de Joyce : le langage, libéré des contraintes morales et idéalistes, prenant sa forme dans le vécu. Or, dans l’épisode des Cyclopes, c’est, et pour la première fois, exactement ce qui est mis en application. En prenant le langage à sa source (sans passer par une objectivation), Joyce explore des domaines jusque-là inaccessibles. En particulier : l’inaccessible irrationnel qui dicte nos valeurs et nos réactions. Pour la première fois, la prophétie d’Ulysse se réalise : le verbe devient immédiat, il prend chair, et ce une nouvelle fois de la façon la plus inattendue, à travers la verve et la bêtise d’un soûlard.
Le texte de Joyce prend alors une double dimension. Élie arrive !, et Élie est incarné par un Bloom grotesque et extatique ; mais Élie est aussi la prose d’Ulysse elle-même qui, parvenue à mettre en mot sa quête essentielle, réalise sa propre prophétie. Notons que l’incarnation d’Ulysse est elle-même double puisque si, comme nous l’avons vu, Bloom continue d’être le représentant moderne du roi d’Ithaque, n’oublions pas que le narrateur argotique n’a pas de nom, qu’il n’est personne, tout comme Ulysse. Un Ulysse sortant de la grotte du conformisme littéraire après avoir crevé l’œil du gigantisme objectivant de la vision unique et ne livrant son identité (Élie le prophète annonçant le Verbe nouveau) que sur la fin du récit.
On peut aussi voir Ulysse comme le roman d'une progression vers la réalisation de la fusion verbe-chair. Souvenons-nous comment la Télémachie était déjà un glissement du style du Portrait de l'artiste en jeune homme (on pourrait dire un style indirect libre non plus naturaliste mais tourné vers le vécu et la poésie du moment présent) vers le flux de pensée. Ce flux de pensée sera la base de la narration de la seconde partie, l'Odyssée, se transformant peu à peu dans les trois derniers épisodes en une fusion entre être et langage. Cette fusion n'est pas le but à atteindre, mais simplement la prise de conscience (pour Joyce comme pour Stephen Dédalus) que l'étape supérieure de la langue ne sera pas rationnelle, mais vénale. En opérant ce glissement, la prose d'Ulysse se défait lentement mais sûrement des contraintes de la narration (et de la pensée) réaliste et objective. Que l'auteur ait placé cette prise de position dans un épisode où sont justement moqués le manque d'ouverture et les visions bornées n'est pas un hasard.
Joyce veut emmener son récit jusqu'aux frontières du langage, afin d'être à même de les dépasser dans sa prochaine œuvre. À la suite des Cyclopes, sur les épisodes restants, la moitié seront formés sur le même principe, la forme du texte se confondant avec la forme de pensée du personnage principal : Nausicaa, Circé et bien sûr Pénélope. Les trois autres étant des parodies de style : Les bœufs du soleil (histoire de la littérature anglo-saxonne), Eumée (littérature de clichés) et Ithaque (catéchisme moderne, pointillisme narratif). Montrer les limites de la langue et les dépasser : Joyce est en train de réussir son monstrueux pari.

#### Épisode XIII: Nausicaa
- Scène : Les Rochers
- Heure : 20 heures
- Organe : Œil - Nez
- Couleur : Gris
- Science, Art : Peinture
- Personnages : Nausicaa - Ulysse - Alcinoos - Servante - Arété
- Correspondance :
  - Phéacie - Étoile de mer
  - Gerty - Nausicaa
- Technique : Rétrospective/Progression - Tumescence/Détumescence
- Symbole : Onanisme - Femme - Hypocrisie - Virginité
- Sens : Le mirage projeté

##### Résumé
Deux jeunes filles, Cissy Caffrey et Edy Boardman, gardent sur la plage de Sandymount un bébé ainsi que les jumeaux Tommy et Jacky Caffrey, deux garnements de quatre ans. Un peu plus loin se trouve Gerty MacDowell qui rêvasse face à la mer, écoutant les rumeurs de la messe donnée dans une église non loin de là. Gerty (qui n’est autre que la petite nièce du citoyen !) pense aux petits riens du tout de sa vie, à son amoureux, sa toilette, sa rivalité avec Edy ; elle fantasme surtout sur la vie qu’elle pourrait avoir, ressemblant aux contes de fées relayés par les magazines : une grande histoire d’amour, un mari aimant, une belle et chaleureuse maison, etc.
Jusqu’à ce qu’un des jumeaux n’envoie son ballon rouler jusqu’aux rochers et qu’un homme vêtu de noir (il s’agit de Bloom), assis là en silence, ne se lève et, voulant lancer le ballon dans leur direction, le projette jusqu’à Gerty. Celle-ci, ne voulant pas paraître empotée face à Edy Boardman, décide de retrousser légèrement ses jupes (« juste assez ») afin de donner un grand coup de pied dans le ballon et le rendre aux jumeaux. À partir de cet instant, l’esprit de la jeune Gerty sera accaparé par la présence de cet homme mûr, aux habits noirs et au regard triste, qui ne la quitte pas des yeux.
Au moment où jeunes filles et enfants s’apprêtent à quitter la plage pour rentrer chez eux éclate un feu d’artifice (celui de la kermesse inaugurée par le Vice-Roi). Gerty profite alors du fait que toute la troupe se précipite pour admirer le feu d’artifice pour laisser se déchaîner les pulsions érotiques bouillonnant en elle. Elle se penche en arrière en retroussant sa jupe et offre aux yeux indécents de l’inconnu le spectacle de ses cuisses et de ses dessous, jusqu’à l’extase.
Le feu d’artifice terminé, la petite troupe part pour de bon, suivie de Gerty, et c’est alors que Bloom s’aperçoit que celle-ci était boiteuse. Sur cette révélation, nous nous retrouvons à nouveau projeté dans l’esprit de Bloom qui, venant de se masturber, s’interroge sur le désir féminin et les menstruations, puis décide de se rendre à la maternité pour visiter la pauvre Mme Purefoy, en travail depuis le petit matin.

##### Style
Joyce nous raconte la fin de journée de trois jeunes filles à l’âme romantique et utilise pour ce faire un style n’ayant rien à envier aux plus sirupeux des romans à l’eau de rose. Rien ne nous est épargné entre les petites jalousies féminines, les parenthèses narcissiques, les envolées lyriques, les hyperboles stupides, les proportions accordées à des détails insignifiants de la vie quotidienne, l’attachement plus que souligné à la religion et à la pureté de la sainte vierge Marie, les expressions cul-cul la praline…
Les préoccupations adolescentes ainsi que le romantisme et le lyrisme sont malmenés et Joyce s’amuse, à travers la langue qui leur est propre, à nous amener à leur limite, à leurs contradictions, à l’endroit où l’exaltation devient grotesque. Ainsi Gerty est amoureuse, éperdument attachée à un garçon qui occupe l’essentiel de ses pensées, mais elle délaisse l’amour de sa vie pour un simple regard appuyé de la part d’un inconnu. Mais comme seule compte l’exaltation (peu importent la cohérence, la mesure, les faits : la réalité), aussitôt la machine à belle histoire se remet en route et le fantasme d’une vie avec cet homme dont elle ne sait rien prend la forme d’une épopée amoureuse et tragique.
L’ironie suinte de chaque ligne, jusqu’au dénouement de l’épisode et la fameuse scène du feu d’artifice où exhibitionnisme, masturbation et orgasmes se mêlent.

##### Sens
Mieux que n’importe quel plaidoyer contre le romantisme et la littérature pour salon de thé, l’épisode de Nausicaa montre avec un humour et une ironie féroces ce qui se cache juste derrière le visage angélique des jeunes filles en fleur.
On retrouve un Bloom errant, voyeur et masturbateur. Que fait-il sur la plage de Sandymount à cette heure ? Traîne-t-il sur la plage parce qu’il ne veut pas rentrer chez lui, car à la recherche d’une satisfaction érotique qu’il sait qu’il n’obtiendra pas là-bas ?
Nous entrons avec malice dans l’esprit de la jeune Gerty et, par instants, entrevoyons les prémisses de la pensée féminine développée au dernier épisode. Des phrases surviennent, comme un flot de parole. Gerty, presque femme, est face à la mer (presque l’infini), dans la lumière du crépuscule (presque la nuit) : nous sommes presque en présence des conditions requises pour entendre la prose féminine qui sera délivrée par Molly (une femme, la nuit, l’infini).

#### Épisode XIV: Les Bœufs du Soleil
- Scène : L'Hôpital
- Heure : 22 heures
- Organe : Matrice - Utérus
- Couleur : Blanc
- Science, Art : Médecine
- Personnages : Hélios - Hypérion - Ulysse - Lampétie et Phaéthuse - Jupiter
- Correspondance :
  - Trinacrie - Hôpital
  - Lampétie et Phaéthuse - Infirmières
  - Les vaches - La fertilité
  - Hélios - Docteur Horne
  - Crime - Fraude
- Technique : Prose - Développement embryonique
- Symbole : Fécondation - Fraude - Parthénogenèse - Mère
- Sens : Les troupeaux éternels

##### Résumé
Léopold Bloom visite la maternité où Mina Purefoy est en train de donner douloureusement naissance à un enfant. Là, il retrouve Stephen Dedalus en train de boire avec ses amis étudiants en médecine. Ils attendent l'arrivée de Buck Mulligan. L'accouchement s'étant bien terminé, tous partent boire dans un pub.

##### Style
Joyce retrace l'histoire de la littérature anglaise en un seul épisode. Celui-ci commence par de la prose latine, continue en Vieil anglais (traduit en français par de l'ancien français), pastiche successivement Malory, la Bible du roi Jacques, Bunyan, Defoe, Sterne, Walpole, Gibbon, Dickens, et Carlyle avant de finir par des phrases issues de l'argot.

#### Épisode XV: Circé
- Scène : Le Bordel
- Heure : Minuit
- Organe : Articulations
- Couleur : Violet
- Science, Art : Danse
- Personnages : Circé - Télémaque - Ulysse - Hermès - Les bêtes
- Correspondance :
  - Circé - Bella
- Technique : Hallucination (vision animée jusqu'à la rupture)
- Symbole : Zoologie - Personnification - Panthéisme - Magie - Poison - Antidote - Réel - Prostituée
- Sens : L'homme craignant l'ogresse

##### Résumé
Difficile de résumer les faits dans cet épisode tant on y oscille entre cauchemar et réalité. Il est minuit, Léopold Bloom se retrouve dans le quartier des bordels, entrant par Mabbot Street. Là, poussé par l'association qu'il a faite lors de sa visite à Mme Purefoy entre Stephen Dédalus et le souvenir de son fils Rudy, il recherche Stephen Dédalus car il craint que ce dernier, totalement ivre, ne se fasse déplumer (par des hommes sans scrupule ou bien par ses propres compagnons de boisson). Mais n’est-il pas là aussi poussé par ses propres fantasmes et désirs ? En tout cas, culpabilité, honte et tentation l’accompagnent tout au long de sa traversée. Il erre un moment dans les ruelles sales, rencontrant gueules saoules, prostituées, chiens errants et clochards, passant sans transition dans cette atmosphère onirique d'un statut à un autre (objet de l'opprobre générale, en particulier des femmes qui lui reprochent un comportement vicieux, de l'idolâtrie de ses concitoyens, homme objet d'une relation sadomasochiste).
Reconnaissant des notes jouées au piano qui pourraient être l’œuvre de Stephen (« Toucher masculin. Musique triste. Musique d’église. Ici peut-être »), Bloom s’approche d’une maison close et il est accueilli par la rabatteuse, Zoé Higgins, une jeune prostituée d’origine anglaise, qui lui confirme que Dédalus est bien là, accompagné d’un ami (Lynch) ; et, effectivement, il les retrouve une fois entré dans le bouge. Stephen pianote quelques notes, fanfaronne avec Lynch auprès des filles, puis finit par payer des filles pour tout le monde, Bloom compris – qui prendra soin d’éviter à Dédalus de trop payer, puis gardera l’argent de ce dernier par précaution. Stephen amuse la galerie, digresse et divague sur les filles de joie, entraînant tout le monde dans une danse chaotique, jusqu’à ce qu'il se fige, horrifié par la vision de sa mère défunte le fixant dans son agonie. Sa culpabilité, mais aussi sa colère, remontent en lui en même temps que la discussion qu’il a eue avec Buck Mulligan le matin même (épisode 1). Pris de délires, sous le regard ébahi des autres, il rejette ses visions de manière blasphématoire en lançant « Non Serviam ! » et, brandissant sa canne de frêne à deux mains (qu’il déclare être Nothung, l’épée mythique de Siegfried), il frappe le bec de gaz, détruisant la lumière de la pièce.
Dès ce moment, le cauchemar prend fin (momentanément et partiellement) et le reste des faits nous est présenté sans trop de fioritures (ce qui signifie que Bloom semble sorti de ses visions fantasmatiques et qu’il a dessaoulé). Stephen sort précipitamment du bordel, poursuivi par les filles, tandis que Bloom et Bella Cohen, la tenancière, tentent de se mettre d’accord sur les dommages et intérêts à verser pour la réparation du bec de gaz. Bloom prend la défense de Stephen et montre que les dégâts sont minimes, refuse de payer la somme exigée par Bella et finit par la dédommager seulement pour l’ampoule brisée. Il sort ensuite précipitamment, accourant aux cris des filles, et retrouve Dédalus, toujours délirant, aux prises avec deux soldats, entouré d’un attroupement de badauds et de filles de rue. Bloom tente de calmer les esprits (tandis que Lynch abandonne son ami et préfère partir avec Kitty, la fille pour laquelle Stephen a payé pour lui). Dédalus continue de délirer, prenant régulièrement l’une des filles d’un soldat (qui n’est autre que Cissy Caffrey de l’épisode Nausicaa) à partie et, malgré ses efforts, Bloom ne peut empêcher l’un des soldats de frapper Stephen au visage. Sur ce, deux policiers arrivent et menacent d’emmener le jeune homme ivre au poste, mais Bloom s’interpose, plaide en faveur de Stephen et profite de la présence de Corny Kelleher et de son fiacre pour charger Dédalus et décamper. Une fois déposés en lieu sûr, Bloom tente de réveiller Stephen qui, reprenant difficilement ses esprits, identifie son sauveur comme « une panthère noire vampire », trouvant là la réponse à son rêve prémonitoire. L’épisode se termine lorsque Bloom, sans doute ému en prenant soin du jeune homme, a une pensée pour son propre fils, mort en bas âge, et pense voir sa silhouette se détacher des ombres de la nuit.

##### Style
Le style de cet épisode (cauchemardesque selon les schémas) a pour base le procédé théâtral. Il est en effet uniquement composé de répliques et de didascalies. À partir de cette trame, Joyce nous emmène à travers le quartier des bordels de Dublin mais aussi dans les strates les plus enfouies de la psyché de ses deux personnages principaux. Après le Cyclope et Nausicaa, nous voilà à nouveau en présence d'un texte où l'esprit du personnage et le texte fusionnent. Cette fois, il s'agit de ceux, passablement avinés, de Bloom et Dédalus.
Comme c’est le cas dans un rêve, les événements et les personnages de la journée passée reviennent (presque tous les personnages, sinon tous, rencontrés depuis le début du roman font une apparition). Leur présence est déformée, amplifiée et resituée à partir du sens profond qui se dégage du cauchemar. Pour Bloom, le masochisme prédomine, et la honte et la soumission s’entremêlent avec le plaisir. Pour Stephen, le dilemme entre sa culpabilité vis-à-vis de sa mère et son rejet des valeurs rejaillit.
Joyce parvient à nous balancer constamment entre réalité et délire, brodant avec précision sur chaque événement une surabondance chaotique d’apparitions et de fantasmes. Le langage, comme l’imagination, semblent ici totalement libérés des contraintes, mais aussi, revers de la médaille, propice à nous confronter aux pensées les plus basses et les plus dangereuses.
Le contraste entre les profondeurs et la surface est montré par Joyce en particulier à travers le personnage de Bella Cohen. Dans le délire masochiste de Bloom, Bella est dominatrice (elle devient même un homme, Bello, tandis que Bloom est une femme) tandis que Bloom est servile, humilié et martyrisé ; mais revenu à la réalité, Bloom tient crânement tête à la tenancière, dirige les débats et dicte sa volonté. C’est à travers ce genre de subtilité que Joyce montre les limites du réalisme et les dépasse. Car comment dépeindre un masochiste de manière réaliste sans tomber dans la caricature ? C’est seulement à travers l’intimité (on se souvient de la lettre de Martha qui déjà laissait sous-entendre les tendances masochistes de Bloom) et une plongée dans l’irrationnel (les délires, les fantasmes, les pulsions) que le portrait de Bloom (le portrait réel) peut être complet. Et, dépassant le cadre formel, Joyce transgresse également le point de vue moralisant de l’écriture. Car à la question qu’est-ce qu’un masochiste ?, Joyce nous répond simplement : c’est un type comme vous et moi.

##### Sens
Dans l'Odyssée antique, l'épisode de Circé survient après celui des Lestrygons. Ulysse arrive sur l’île d'Eéa, y tue un cerf géant et prend quelques jours de repos, puis il envoie quelques hommes explorer l'île. Ceux-ci découvrent le palais de Circé aux alentours duquel vivent des animaux sauvages se comportant comme des animaux domestiques. Les hommes sont reçus par Circé, mais l'un d'eux, Euryloque, se méfie et reste à l'écart. Lors du repas, la magicienne verse un poison dans le verre des marins qui, en buvant, sont transformés en porcs. Seul à avoir échappé au piège de Circé, Euryloque court avertir Ulysse. Celui-ci décide de se rendre au palais de Circé et, en chemin, rencontre Hermès qui lui offre une plante permettant de résister aux poisons de la magicienne : la moly. Et lorsque Circé tente d'empoisonner Ulysse à son tour, le sortilège ne fonctionne pas. Il la menace alors de son épée et lui ordonne de rendre leur apparence humaine à ses hommes. Circé tente de le séduire et lui offre de la rejoindre dans sa couche, mais Ulysse lui fait d'abord prononcer le grand serment des dieux qui lui interdit de lui faire du mal. Il s'unit alors à elle puis Circé fait servir pour lui un repas qu'il refuse de partager avec elle tant que ses compagnons ne seront pas libérés. Circé rend alors leur apparence aux hommes d'Ulysse et cesse toute tromperie. Ulysse et ses hommes resteront ainsi une année sur l'île de Circé à se reposer et festoyer. Au moment de leur départ, la magicienne conseillera à Ulysse de visiter les Enfers pour demander l'aide du devin Tirésias afin de trouver le chemin du retour. Après leur voyage en Cimmérie, Ulysse et ses compagnons reviendront sur l’île de Circée qui leur indiquera cette fois les dangers qui les attendent sur la route indiquée par Tirésias : les sirènes, les Planktes, les rochers errants.
Dans notre culture, l'épisode de Circé est immanquablement lié à la luxure, la débauche et les bordels. Joyce ne perdant pas une occasion d'aborder les aspects sexuels, intimes et indécents de la vie, il n'allait pas manquer l'occasion. Comme toutes les villes, Dublin a ses quartiers honteux ; et, comme tout homme, Léopold Bloom a lui-même ses coins sombres et immoraux. Sommes-nous encore dans Dublin, sommes-nous en Bloom ? Nous oscillons constamment entre monde et psyché, mais ce qui est en tous cas certain, c'est que Joyce ne nous dépeint pas la venue d’un monsieur Bloom gentleman, parti chercher un jeune garçon saoul et devant malgré lui faire face à la faune des bas quartiers. Ni Bloom ni Dédalus ne dépareillent dans le tableau de la dépravation ; au contraire, ils donnent l’impression d’être là chez eux, d’en être des habitués.
Qu'apprenons-nous de cette visite dans les coulisses de leur conscience ? Léopold Bloom rêve de façon mégalomane que ses innombrables idées pour l’amélioration de la société lui valent de devenir un héros du peuple ; il s’adonne également en pensée au plaisir d’être humilié et maltraité par des femmes. Stephen Dédalus de son côté est harcelé pour ses dilemmes et montre les profondeurs sataniques et immorales qui l’habitent. Le temps semble sans limite et le moindre détail vu ou entendu par les deux personnages peut s'étaler en des proportions fantastiques : des êtres, des décors, des souvenirs apparaissent, se transforment, prennent corps et s'entretiennent avec les personnages. Pendant ce temps, nous ne sommes pas coupés de la réalité pour autant, Bloom et Dédalus continuent à agir et parler, mais le réel semble se plier aux caprices de leurs délires, comme si le monde dans son ensemble devait se transformer à la simple évocation d'un mot, d'un nom ou d'un détail en leur esprit. Joyce avait pour dessein de nous décrire la totalité d’une journée, la totalité d’une ville, et la totalité d’un homme ordinaire. Dans cet épisode, il tient sa promesse de ne rien tenir secret (ni par pudeur, ni par morale) et nous invite dans les coins sombres.
Invités aux premières loges des travers de Bloom, le portrait de celui-ci n'est pas épargné (mais qui sortirait indemne d'une pareille mise en lumière ?). Et pourtant, malgré la virée au bordel, malgré les vices et les honteuses séances sado-masochistes, il nous reste de Léopold Bloom une image attendrie. D'abord, celle d'un père aimant. C'était déjà Rudy qui l'avait envoyé à la rescousse de Dédalus, et c'est encore lui qui clôt le cauchemar. Ensuite, malgré le grand déballage de Circé, Léopold et Molly Bloom continuent à nous apparaître comme irrémédiablement liés. Comment cette impression a-t-elle pu résister à la bacchanale humiliante de Circée ? Et comment a-t-elle survécu à l'Odyssée dans son ensemble, cette seconde partie du roman, où tout semble éloigner Bloom de sa femme ? En cela réside sans doute le plus grand mystère d'Ulysse, la plus belle réussite de Joyce. Malgré les nombreux épisodes scabreux de sa traversée de Dublin, entre les tentations, le voyeurisme, les prostituées rencontrées, la correspondance adultère, la masturbation, les mille pensées pornographiques, la visite des bordels, le fait d'être cocu et de croiser régulièrement l'amant de sa femme, etc., Léopold Bloom reste lié, amoureusement, à sa Molly. Ce qui sauve Bloom du cauchemar permanent, de vivre comme un porc (ce qui lui permet d'éviter les dangers des Lotophages, des Lestrygons, des sirènes et de Circé), ce sont ses pensées et son histoire avec Marion Bloom. Marion, que nous connaissons essentiellement sous son surnom, Molly, n'est rien d'autre que l'incarnation de la plante mythique offerte par Hermès à Ulysse (la moly) : elle sauve l'homme des mauvais sortilèges. Par quel prodige Marion Bloom sauve-t-elle son Poldy ? Est-ce par sa vertu ? Incarne-t-elle un idéal féminin ? Possède-t-elle un don ? Non, elle n'est rien d'autre que le pendant de son monsieur tout le monde de mari : une femme comme une autre. Elle flemmarde au lit, trompe son mari, attire tous les hommes de la ville, rêve et développe mille petites pensées érotiques… et rien de plus. Mais pourtant Léopold Bloom reviendra à bon port et viendra se ressourcer, en position fœtale, dans le lit et le giron (ou plutôt les fesses melonantes) de Molly lorsque sa banale mais aussi extraordinaire journée prendra fin. Ce qui donne le sens de la vie de Bloom, ainsi qu'un sens et un but à son Odyssée, c'est le lien qu'il a tissé avec Molly : leur amour, les souvenirs, Milly et Rudy, c'est tout cela qui accompagne et guide Bloom à travers Dublin. Nous n'entendons presque pas parler de l'enfance de Léopold, ni de son travail, ni de sa famille, ni même de ses propres aspirations - seulement et essentiellement sa vie avec Molly et ses conséquences. Si Bloom est parti à la recherche de Dédalus, c'est parce qu'il est en quête d'un fils, de son fils perdu Rudy, dont la mort a entraîné une cassure dans son histoire avec Molly. Bloom vit pour son histoire avec Molly (ses mille projets de vacances, de voyage avec elle) et pour réparer cette cassure ; il n'y parviendra jamais, mais c'est cela qui, continuellement, le mènera. Le sens de l'Odyssée de l'homme commun, de l'homme physiologique et quotidien, c'est tout simplement l'amour, comme le dit naïvement Bloom dans l’épisode des Cyclopes. L'amour sans idéal, sans romantisme, sans lyrisme, au-delà du sexe, du mariage et du narcissisme : le simple lien, incompréhensible, indivisible, supra-rationnel (mythique ?) unissant un homme et une femme. Joyce refuse le réalisme car il considère que le réalisme ne donne accès qu'à des illusions (et qu'il est la porte ouverte au sentimentalisme et au dogmatisme) ; mais il refuse également l'alternative du surréalisme, en montrant que la vie la plus simple, même banale, même pathétique voire sordide, est faite d'un amour admirable. Bloom peut à présent rentrer chez lui, tout le chaos de son existence s'est déroulé. Il n'a pas réussi à le reformer ; il rentrera se ressourcer au foyer, avant de recommencer son Odyssée demain.
Du côté de Dédalus, l'Odyssée (dans laquelle il s'est passablement incrusté) prend fin également. Encore une fois, en regard de l'Odyssée classique, Stephen Dédalus n'a rien à faire chez Circé. Et pourtant, il est bien là et même mieux, il est la raison (autant que le prétexte ?) de la venue de Bloom et va accaparer la dernière partie (nous y sommes alors dans ses pensées et ses délires) de la scène du lupanar. Bloom retrouve Dédalus au bordel ; symboliquement : le corps et l'esprit se retrouvent dans le monde vénal. Donc, cette fois-ci, nous y sommes pour de bon, dans les profondeurs physiologiques et l'univers de la chair vers lequel la prose d'Ulysse semble tellement attirée. Et que se passe-t-il pour Stephen Dédalus-l'esprit (autrement dit, que se passe-t-il pour la quête littéraire de Joyce dans Ulysse) ? La tension qui habitait Stephen depuis le matin, c'est-à-dire le dilemme entre son attachement pour sa mère et ce qu'elle représente (la religion, l'esprit, le monde de l'art classique) et son attachement pour sa condition d'artiste (le poussant à rejeter le monde qui l'a vu grandir pour en créer un nouveau) atteint son paroxysme. Stephen, du plus profond de son âme (de son délire ?) rejette définitivement sa mère, le monde et la morale avec son très luciférien « non serviam ! » et, de sa canne ironiquement assimilée à Nothung, l'épée de la renaissance, il brise la lumière (du monde). Il devient alors Lucifer à part entière, le porteur de lumière (de lux : lumière et ferre : porter) qui, ayant repoussé la lumière du monde, fait briller sa propre lumière. On peut aussi voir dans l'éclair naissant du geste de Stephen, éclair « livide », le symbole d'une éjaculation  dernier blasphème en même temps que fécondation, enfin, de la nuit par l'artiste.
Dans son rêve prémonitoire (voir épisodes 1 et 3), Stephen a vu qu'un homme oriental allait venir le chercher dans le quartier des bordels. Celui-ci allait lui tendre un melon. Or, dans l'imaginaire collectif occidental, le melon est lié à la fécondité, avec ceci de particulier qu'il est tantôt associé au principe maternel (sa rondeur, sa chair, son jus désaltérant et nourrissant et comparé au lait maternel), tantôt associé au principe masculin (ses pépins, sa faculté à essaimer). Cette symbolique du rêve nous montre Bloom offrant à Stephen un principe créatif où ont fusionné la Mère et le Père. Elle résout la grande question théorique de Stephen (on se souvient que dans Charybde et Scylla, sa théorie de l'artiste associé au Père consubstantiel ne le satisfaisait pas). Elle indique également que tout était déjà présent en l'artiste, qu'il avait déjà la prémonition de son œuvre (selon le vocabulaire scolastique propre à Stephen, on pourrait dire qu'elle était « en puissance » en lui), mais que c'est seulement par l'écriture concrète du roman qu'il en prend réellement conscience.
Que reste-t-il à faire alors pour Joyce et ses personnages ? Rentrer à la maison, et commencer demain une journée sous une lumière nouvelle. Ainsi le chemin du retour sera parodique, stigmatisant au maximum les modèles anciens (littérature populaire et rationalisme de catéchisme), avant la dernière vision, annonçant l’œuvre à venir  ", et de laisser place à la venue de la nuit.

### Partie III: Le Nostos ou Minuit

#### Épisode XVI: Eumée
- Scène : Le Refuge
- Heure : Une Heure
- Organe : Les Nerfs
- Couleur : Aucune (Blanc laiteux)
- Science, Art : Navigation
- Personnages : Eumée - Télémaque - Ulysse - Le mauvais berger - Odysseus Pseudangelos (Ulysse, le faux messager)
- Correspondance :
  - Eumée - La peau de la chèvre
  - Le marin - Odysseus Pseudangelos
  - Mélanthios - Corley
- Technique : Prose détendue - Narratif (vieux)
- Symbole : Marins
- Sens : L'embuscade à la maison

##### Résumé
Léopold Bloom et Stephen Dédalus marchent à travers Dublin endormie. Cheminant, ils croisent un certain Corley, une connaissance de Dédalus traversant une période creuse (semblant devoir s'établir durablement). Stephen lui suggère de tenter sa chance auprès de M. Daisy en se recommandant de lui, et lui propose son propre poste d'enseignant qu'il va quitter. Mais son invitation à redresser la barre est rapidement repoussée, Corley préférant lui soutirer un peu d'argent, ce à quoi Stephen consent avant de reprendre son chemin. Épuisés, Bloom et Stephen décident de prendre un peu de repos dans une gargote, l'estaminet de Peau-de-Bouc. Bloom s'inquiétant de l'état de Stephen lui commande un café et un bun et l'encourage à se sustenter, sans grand succès. De la population nocturne de l'établissement, un personnage se détache : un marin, sans doute descendu du trois mats aperçus par Stephen le matin-même (le Rosevean), raconte ses aventures, réelles ou imaginaires, sur les sept mers et à travers toutes les contrées qu'il a pu traverser. Une prostituée pointera son nez à la porte (celle que Bloom croisa à la sortie de la bibliothèque nationale) et sera chassée par Peau-de-Bouc, ce qui incitera Bloom à s'offusquer contre la prostitution et les maladies vénériennes qu'elle propage. Puis il tentera de confier à un Stephen somnolent et reprenant difficilement ses esprits son aventure avec le Citoyen, engageant la conversation sur le terrain politique et prônant des vues proches d'un socialisme dont la tolérance et le pragmatisme seraient les maîtres mots. Ce à quoi mettra fin sèchement Stephen, visiblement en désaccord et agacé par le sujet . Bloom, sans vraiment comprendre l'irritation de son compagnon, change de sujet (il lit l'article sur l'enterrement de Paddy Dignam). La discussion et les anecdotes du marin continuent ainsi jusqu'à ce que Stephen se sente suffisamment requinqué pour repartir. Bloom décide alors de lui proposer de passer chez lui et pense le garder à dormir. Ils se remettent en route, discutant musique, Stephen se mettant à chanter tandis que Bloom imagine toutes les possibilités s'offrant à son ménage si le jeune poète intégrait durablement sa maison.

##### Style
Finies les plongées subjectives et les acrobaties stylistiques, Eumée semble reprendre une narration simple, « classique », « facile à lire », en style indirect libre. Or en y regardant de plus près, l'on constate qu'elle est constituée de formules toutes faites, de clichés et de tournures stylistiques bas de gamme. Les phrases oscillent entre le langage parlé et la littérature de seconde zone. Tout est facile d'accès, mais chaque tentative d'effet tombe à plat, les tentatives d'évocations n'évoquent rien, les images suggérées par le texte sont sans intérêt. Tout comme Stephen face à Bloom, nous nous trouvons face à un style qui n'éveille rien en nous. Différentes techniques et différents styles se suivent (tous aussi inefficaces les uns que les autres), comme si Joyce nous avait soudainement laissés tomber. Il semblerait que ce type de narration pourrait se dérouler sans fin, tout comme les histoires du marin pourraient être débitées jusqu'au bout de la nuit. Mais n'est-ce pas ce qui s'est effectivement produit ? Du temps de l'écriture d'Ulysse, puis dans les décennies suivantes, s'est développée la même tendance à écrire avec des formules et des mots sans liens les uns avec les autres, sans liens avec le passé, les racines ; un style flou, égotiste, plat et se rapprochant du langage parlé, s'enfermant dans ses propres critères et codes. C'est cette littérature qu'on pourra appeler « populaire » ou facile d'accès, une littérature ne demandant presque aucun effort au lecteur mais ne lui procurant rien en retour, qui est dans le collimateur de Joyce. Il semble nous dire : « voilà ce que serait la littérature si on la livrait à n'importe qui ; voilà la littérature d'un monde sans artiste. » Le fait que Stephen soit amorphe et agacé n'est pas anodin ; de même que de retrouver un Bloom très en verve, débitant ses analyses de comptoir et ayant des difficultés à comprendre les cynismes et le mutisme de son compagnon.
L'odyssée est terminée. Nous voilà revenus au pays. Mais le nostos n'est pas le lieu idéalisé auquel on pouvait s'attendre. Il est exactement comme lorsque nous l'avons quitté : sans intérêt.

##### Sens
La tradition homérique nous raconte qu'une fois terminé le récit de son Odyssée au roi Alcinoos, celui-ci promet à Ulysse de le ramener à Ithaque. Il lui offre un navire et un équipage qui, dès le lendemain, fait voile vers le royaume d'Ulysse. Grâce à l'aide des dieux, le trajet ne dure qu'une nuit. Ulysse, endormi, est déposé dans une grotte par l'équipage qui fait aussitôt route vers la Phéacie (et qui sera coulé par Poséidon en représailles). À son réveil, Ulysse ne sait pas qu'il est chez lui, et son ignorance va être entretenue par Athéna qui, sous la forme d'un jeune berger, l'accueille et l'envoûte afin qu'il ne reconnaisse pas les lieux. Ulysse, toujours aussi rusé, cache lui-même son identité et se présente comme un Crétois. Athéna finit par se dévoiler, dissiper le sort, et prévenir Ulysse des dangers qui l'attendent avec les prétendants. Elle le déguise en mendiant et l'envoie chez Eumée, un porcher demeuré loyal. Eumée accueille Ulysse et lui offre son hospitalité et, parlant de la situation de l'île, affirme sa croyance qu'Ulysse est mort malgré les tentatives du mendiant de lui redonner espoir. Ulysse s'invente un passé de marin crétois, disant même avoir entendu parler d'Ulysse, tandis qu'Eumée raconte sa vie et ses visites au palais de la reine. Le soir, Ulysse se met en scène lui-même, racontant comment le grand Ulysse a réussi pendant la guerre de Troie à se procurer un manteau par la ruse. Cela a pour but d'inciter Eumée à offrir son manteau pour la nuit au mendiant (et à tester sa fidélité), ce que fait Eumée.
La parodie n'est jamais aussi cruelle que lorsqu'elle se fait discrète. Ici, pas le capharnaüm de Circé ou bien l’irrévérence outrageuse de Nausicaa, mais l'état des lieux, sans tambour ni trompette, du chez-soi enfin retrouvé. Nous voilà, dans les faits et dans le texte, dans le bon vieux sens commun, la chère et si familière discussion (et pensée) unanimement partagée. Et là, c'est le pathétique et l'ennui qui prédominent. Premièrement, elle est constituée de choses que l'on sait déjà. Deuxièmement, malgré les efforts d'emphase et les procédés stylistiques employés et une recherche permanente de l'effet, elle est soporifique. Troisièmement, elle est intarissable ! Tout comme le café offert à Stephen, elle est insipide, indéfinissable, et imbuvable.
Conformément à la tradition homérique, rien n'est sûr dans ce qui nous est raconté, jusqu'à l'identité des personnages. Est-ce que le tenancier de l'estaminet est bien Peau-de-Bouc, celui ayant participé aux événements insurrectionnels, est-ce que le marin raconte la vérité, est-ce que les Italiens ont un don inné pour le maniement des couteaux, est-ce que les caractéristiques nationales se trouvent dans le sang, est-ce que l'article lu par Bloom donne des renseignements exacts et enfin qui est Mc'Intosh ? Tout ce qui nous est raconté est mouvant, incertain, digne de suspicion. Car sitôt qu'on retrouve la conversation populaire (celle qui devrait être étrangère au roman), tout devient flou. On relate des on-dit, on brode à partir de bribes d'informations, on imagine à voix haute, on insinue, on ergote, on rend incroyable, on parle de tout, de rien, pour finalement n'être pas plus avancé à la fin qu'au début.

#### Épisode XVII: Ithaque
- Scène : La Maison
- Heure : 2 heures
- Organe : Jus
- Couleur : Aucune (Blanc laiteux)
- Science, Art : Astronomie
- Personnages : Ulysse - Télémaque - Euryclée - La suite
- Correspondance :
  - Eurymaque (Εὐρύμαχος) - Boylan
  - La suite - Les scrupules
- Technique : Dialogue - Style pacifié - Fusion - Catéchisme (impersonnel)
- Symbole : Les comètes
- Sens : L'espoir armé

##### Résumé
Bloom et Dédalus arrivent au 7 Eccles Street de Dublin, point de départ et d'arrivée de l'Odyssée. Ayant oublié sa clef (car ayant changé de pantalon pour l'enterrement), Bloom escalade la grille de son jardin et passe par la porte de derrière, puis ouvre à son compagnon. Une fois à l'intérieur, installés dans la cuisine, Bloom et Dédalus boivent un chocolat chaud et poursuivent leur discussion (la comparaison des cultures juives et irlandaises), jusqu'à ce que Bloom propose à Stephen de dormir là, sur des couvertures, ce qui est décliné poliment par le jeune Dédalus. Celui-ci est donc raccompagné jusqu'à la rue et, une fois dehors, les deux hommes urinent en regardant le ciel étoilé, avant que Stephen Dédalus ne parte. Demeuré seul, Léopold Bloom revient dans la cuisine, se cogne à un meuble (l'agencement de la cuisine a été modifié durant son absence), puis s'assoit, défait son faux col, ses chaussures et ses chaussettes, rêve de la maison qu'il pourrait avoir, fait les comptes de sa journée, range dans un tiroir la lettre de Martha, avant de se décider à aller se coucher. Dans la chambre, il finit de se déshabiller, se faufile le plus discrètement possible dans le lit, pense à la présence précédente de Boylan, se couche la tête aux pieds de Molly (pour ne pas la gêner) et embrasse ses proéminentes fesses. L'ayant quand même partiellement réveillée, une discussion laconique s'ensuit avec Molly à travers laquelle il raconte sa journée, insistant sur les événements le mettant en valeur et cachant les autres. Enfin, en position fœtale, las, il s'endort.

##### Style
L’épisode Ithaque est resté célèbre pour son style, constitué d'un questions-réponses calqué (parodiant) les examens de catéchisme. Comme un professeur ou un examinateur, une voix impose des questions demandant à une autre voix (celle de l'auteur sans doute) de décrire ce qui se passe, ce qui se dit, ce qui se pense. Or, la voix questionneuse semble prise d'un pointillisme maniaque, ou d'un désir de précision sadique, demandant sans cesse plus de détails, amenant la voix répondeuse à approfondir ses descriptions et explications. Comme si, arrivant à la fin du roman, la narration toujours pas rassasiée exigeait un rapport détaillé à l'extrême, voulait assouvir son désir d'emprisonner enfin le réel, l’inatteignable et perpétuel présent.
Ce procédé moque bien sûr à la fois la prétention de tout réalisme (enfermer avec des mots une situation), le projet même d'Ulysse (saisir le moment présent) et toute la culture qui les inclut (parvenir à l'universalité, à englober tout). Bien sûr, malgré la bonne volonté du répondant et l'abondance des détails offerts aux questions posées, jamais le but n'est atteint. La seule chose dévoilée, c'est l'absurdité même du procédé qui à force de pénétrer au cœur de l’infiniment petit ou dans l'immensité de l'infiniment grand, finit par dire n'importe quoi : ainsi lorsque Bloom ouvre le robinet pour avoir de l'eau, à la question « l'eau vint-elle ? » nous avons droit, dans un détail hallucinant – s'étalant sur 1 page entière ! – au trajet de l'eau du « réservoir de Roundwood, comté de Wicklow, d'une capacité cubique de 2 400 millions de gallons » jusqu'au verre de Bloom sans qu'aucun détail ne nous soit épargné.
L'humour de Joyce, la souplesse de son langage ainsi que sa prodigalité, font ici merveille. Le récit se déroule, somme de petits riens, de digressions et d'indications maniaques et malgré tout nous voyons parfaitement le déroulement de chaque scène. Le jeu de question-réponse, en plus de l'effet parodique, lui permet de nous apporter de nombreux détails sur les personnages (leur passé entre autres) mais aussi et surtout d'accomplir une sorte de synthèse généralisée de la journée. Le tout se terminant sur cette étrange plongée dans le sommeil et les premières incursions de la nuit dans le langage.

##### Sens
À la fin de l'Odyssée homérique, Télémaque rejoint son père chez Eumée et tous deux préparent leur retour au palais d'Ithaque et leur vengeance. Télémaque et Eumée répondent aux questions d'Ulysse quant aux prétendants qui occupent son palais puis, toujours déguisé en mendiant, il part pour la ville en compagnie d'Eumée et se rend jusqu'au palais où il doit supporter moqueries et brimades des prétendants. Sous l'insistance des prétendants, Pénélope propose un défi, qu'elle pense irréalisable par quelqu'un d'autre qu'Ulysse, et promet d'épouser quiconque le réussira : parvenir à bander l'arc de son mari et envoyer une flèche à travers douze haches alignées, comme le faisait Ulysse. Personne n'y parvient et le mendiant se propose à essayer, sous les moqueries de tous. Et, bien sûr, il réussit un tir parfait. Pendant que tout le monde assistait ébahi à ce coup de théâtre, les complices d'Ulysse ont fait fermer les portes et ont pris les armes des prétendants et, aussitôt son exploit accompli, Ulysse et ses fidèles massacrent les prétendants et tous ceux qui leur avaient fait allégeance. Enfin il va retrouver Pénélope dans son lit.
Ulysse a donc terminé son périple. Et qu'a-t-il accompli ? Rien. Léopold Bloom a vaqué à ses occupations, suivi un artiste en devenir et a failli le convaincre de rester avec lui. Mais ses efforts et ses espoirs sont demeurés vains. Il est rentré chez lui, dans le lit où repose encore et toujours Molly, symbole féminin absolument passif (en tout cas dans le vécu de Bloom), et il s'est endormi.
Épisode de l'hyper rationalité, Ithaque est à la fois la frontière de Bloom et de Stephen (la frontière de tout le roman ainsi que de toute la tradition littéraire). La rationalité est ici représentée par ses deux hémisphères : la science et la métaphysique. Bloom, décrit comme le scientifique des deux, esprit pratique et féru de sciences, ne réussira pas à trouver cette idée qui lui fera faire fortune ou qui permettra à une de ses publicités de le rendre célèbre. De même, la pensée rationnelle, même animée de la volonté la plus obstinée, ne parviendra jamais à maîtriser et dominer, grâce à son langage, sa technologie, son savoir, ce réel foisonnant et fantasque. Stephen, pétri d'éducation jésuite et d'un esprit de logicien, ne trouvera pas le Père tant attendu, et malgré ses connaissances et son érudition, ne parviendra jamais, à travers sa pensée catéchistique, à créer une œuvre réelle. Ils devront tous deux (comme nous tous semble nous dire Joyce) dépasser cette approche ultra spécialisée et dominatrice du monde pour apprendre à entendre tout ce qui lui échappe (à commencer par la voix de Molly).
Si on considère Ulysse comme le roman de la rencontre (manquée ou pas) entre Léopold Bloom et Stephen Dédalus (le père et le fils), on peut dire que la rencontre n'est fructueuse que d'un seul côté. Bloom aurait aimé garder Stephen chez lui, d'abord pour remplacer le fils qu'il n'a plus, mais aussi afin de tirer profit des capacités du jeune poète (pour lui, pour Molly et pour Stephen lui-même qui, selon Bloom, gâche son talent). Mais Stephen, sans donner de raison, refuse. Doit-on en être surpris ? Sans doute pas, l’épisode précédent nous avertissant de l'incompatibilité entre les mondes de Bloom et Dédalus. L'esprit de Léopold Bloom ne parvenant pas à saisir les subtilités et les nuances avancées par Stephen, l'Ulysse moderne ne comprendra jamais pourquoi l'artiste n'a pas su saisir la main qui lui était tendue.
Il n'a donc pas compris que Stephen a déjà choisi une voie différente. Cette journée dans la peau d'un Télémaque lui a permis de sortir de son mutisme artistique. À la fin d' Ulysse, Stephen n'est plus à la recherche d'un père ; non pas qu'il en ait trouvé un en la personne de Léopold Bloom, mais parce qu'il a compris que le Père mystique n'existait plus et que la quête artistique l'entraînait ailleurs, dans une forme nouvelle du langage où la pensée vénale accompagnait la pensée rationnelle. Stephen est donc sorti de sa condition de Télémaque, sorti du nostos irlandais, sorti de la maison de Bloom et sorti du champ (historique autant que littéraire) de l'Odyssée homérique. Où va-t-il, nous le savons déjà : se perdre dans la nuit (et Joyce écrira Finnegans Wake à la suite d'Ulysse).
Pendant ce temps, le troisième grand personnage du roman dort. Les deux positions évoquées plus haut (qui sont celles qui ont été développées à travers tout le roman) apparaissent un rien dérisoire en la présence discrète (un peu de lumière sous la porte de la chambre, l'éclat d'une lampe diffusée à travers la fenêtre) de celle dont on entend parler depuis le début mais qu'on ne voit jamais : Molly Bloom. Comme si toute la puissance et le langage classique, diurnes et masculins (science, politique, économie, commerce, bon sens, journalisme, art, métaphysique : tous les arts égrenés par chaque épisode dans les schémas), accaparant toute la place durant la journée (accaparant l'essentiel du roman) devenaient tout petits une fois placée aux côtés de la tranquille sureté féminine de la nuit. Ulysse est un roman d'homme, un roman du jour, où les femmes apparaissent à travers toute la panoplie des clichés masculins : serveuses, prostituées, déesses grecques, femmes se plaignant de leur mari, femme en couche, jeunes filles en fleurs (gardant les enfants) etc. ; elles n'ont bien sûr jamais la parole et sont soit des personnages contrariants, soit des objets érotiques. Or, le roman ne se termine pas sur le triomphe du héros. À l'autre bout de l'histoire littéraire, la métempsychose joycienne a fait de Pénélope une femme qui n'attend plus, une femme se suffisant à elle-même, faisant de l'arrivée de son mari après une longue absence un non-événement. Bloom ne rentre pas au 7 Eccles Street en seigneur et maître. Il craint sa femme (il craint une scène pour avoir ramené Dédalus). Il ne se présente pas triomphalement à celle qu'il attend depuis le début de l'Odyssée. D'abord elle ne l'attend pas, ensuite il rentre sur la pointe des pieds dans le lit. Car tout ce qui a précédé, toute cette journée portée, vécue, transportée par Léopold Bloom et Stephen Dédalus à travers les 17 épisodes du roman n'a absolument aucun intérêt pour la somnolente Molly. L’épisode suivant nous apprendra comment elle considère les quelques paroles échangées succinctement avec son Poldy avant que celui-ci ne s'endorme : elle sait très bien que son mari lui ment, lui soupçonne une aventure, mais n'en fait pas grand cas.
Ulysse nous montre une double incompatibilité : d'abord entre le monde commun et le monde artistique ; puis entre le monde masculin et féminin. Ce sont tous ces clivages qui rendent Dublin, l'Irlande, l'Europe, l'art, etc. des terres stériles. Le monde décrit par Ulysse est un monde unilatéralement masculin et diurne, poussant à l'extrême ses capacités pour accaparer et dominer le réel, mais donnant lieu à des existences vaines. La frontière de ce monde est exactement celle sur laquelle s'arrête Bloom, celle où sombre la prose du roman : celle de la nuit.
Alors seulement, le monde féminin s'ouvre à nous et Molly a enfin la parole. Cette parole, tout aussi vaine, va se déployer dans le dernier épisode – considéré par Joyce comme une sorte de post-scriptum ou d'appendice. Bloom s'endort, la multitude de questions s'arrête, faute de réponse. À ces questions sans fin répondent, on pourrait dire symétriquement, le flot sans fin de la voix de Molly.
C'est seulement celui qui n'est déjà plus là, le seul qui est resté éveillé dans la nuit, Stephen diurnambule et noctambule, qui sera à même de résoudre le problème artistico-mystique qui est au cœur de l’œuvre Ulysse.

#### Épisode XVIII: Pénélope
- Scène : Le Lit
- Heure : L'infini
- Organe : La Chair
- Couleur : Aucune (blanc laiteux)
- Science, Art : Géologie
- Personnages : Laërte - Pénélope - Ulysse
- Correspondance :
  - Pénélope - La Terre
  - La Toile - Le Mouvement
- Technique : Style résigné - Monologue (féminin)
- Symbole : La Terre
- Sens : Le Passé dort

##### Résumé
On ne sait plus exactement quelle heure il est, entre deux et trois heures du matin ; Léopold Bloom s'est endormi mais, en rentrant dans le lit conjugal il a réveillé sa femme Molly. Celle-ci, ne parvenant pas à retrouver le sommeil, laisse aller ses pensées qui semblent devoir s'étirer, en un flot incessant, jusqu'au bout de la nuit. Quelques minuscules événements viennent perturber autant qu'entretenir le fil du monologue nocturne : au loin, le sifflet d'un train, un passage sur le pot de chambre, etc.
Molly pense tout à la fois à sa journée (en particulier la venue de son amant), à ce qu'elle imagine être celle de son mari (elle soupçonne une relation avec une autre femme et ironise sur ses idées farfelues, comme celle de faire venir un étudiant chez eux en pleine nuit), à son enfance à Gibraltar, à ses amants passés et à venir, et notamment à la relation charnelle qu'elle pourrait avoir avec Stephen Dedalus. Elle évoque non seulement le plaisir sensuel qu'elle en retirerait et qu'elle se fait fort de procurer, mais aussi l'agrément plus intellectuel, qui lui manque et qu'elle prendrait aux conversations avec le jeune universitaire. Elle pense à son corps, au désir qu'il suscite et qu'elle entretient, dans un langage cru voire obscène, qui a beaucoup choqué à l'époque. Elle pense à sa fille, avec laquelle est dans une relation un peu conflictuelle, mais en qui elle se reconnaît également au même âge. Elle évoque aussi, au fil de ses réflexions sur les grandes phases et les acteurs de sa vie, mille petits tracas du quotidien.
Nous la quittons au moment où elle repense à la demande en mariage faite par Bloom, à tout le charme et la ruse féminine qu'elle déploya ce jour-là, et à sa réponse : « … et je l'ai attiré sur moi pour qu'il sente mes seins tout parfumés oui et son cœur battait comme un fou et oui j'ai dit oui je veux bien Oui. »

##### Style
Le monologue de Molly est resté célèbre pour de nombreuses raisons mais sans doute avant tout en raison de sa syntaxe. Le texte est en effet composé de huit immenses phrases, courant sur des pages entières, entièrement dénuées de ponctuation. La parole s'y écoule comme un flot ininterrompu et incontrôlé où les mots servent uniquement une pensée libre, féminine, et où les associations d'idées, les souvenirs et les mouvements irrationnels conduisent le texte.
Nous voilà débarrassé des hommes, de leur journée, de leurs lois. Même le texte s'est affranchi des règles et des convenances stylistiques. La parole de Molly est franche, sans pudeur et sans ornements. Le texte n'est même pas sous la forme d'un langage parlé, mais bien d'un flot de pensées. Ces pensées ne sont jamais prononcées (les femmes n'ont jamais la parole) et jamais entendues, mais semblent s'étendre depuis la nuit des temps et pour l'éternité. Joyce nous ouvre, comme une parenthèse, une éphémère fenêtre sur cette parole infinie.

##### Sens
Dans l’Odyssée d'Homère, lorsque Ulysse s'est vengé des prétendants, il rejoint sa femme dans la chambre et tous deux se racontent leurs années de solitude et de souffrance avant de s'unir.
Dans la version joycienne, dernier pied-de-nez à la tradition antique (et à la tradition tout court) : nulle place d'Ulysse. Pénélope demeure seule et, laissant filer ses pensées, retrace sa vie autant que sa journée.
À la fin de l’épisode précédent, tandis que Bloom est décrit en position fœtale, Molly est décrite comme la déesse Gea-Tellus, « comblée, couchante, grosse dje sais e semence. » Dans l'ultime épisode du roman, Molly apparaît effectivement comme la déesse Mère antique. Elle ne semble préoccupée que de sa capacité à perpétuer les générations, se suffisant à elle-même, se moquant des hommes et de leurs mille petits désirs insignifiants. Comme une unité pleine, elle tourne autour d'elle-même, paisible, comme l'énorme globe terrestre.
Joyce disait de cet épisode : « Il commence et finit par le mot femelle : Oui. Il tourne comme l'énorme boule terrestre lentement sûrement et uniment, il se dévide et redévide, ses 4 points cardinaux étant les seins, le cul, la matrice et le con, exprimés par les mots because, bottom, woman, yes. Bien que probablement plus obscène que tous les précédents, Pénélope semble être la parfaitement saine pleine amorale fertilisable fausse subtile limitée prudente indifférente Weib. Ich bin des Fleish der Stets bejaht » (Joyce à F. Budgen)
L’épisode compte 8 phrases, 8 étant le chiffre de l'infini. Il débute et se conclut par le mot « oui », qui est « le mot femelle » mais aussi le mot positif et associé à la vie par excellence. On peut aussi se demander si la présence régulière du mot oui ainsi que sa récurrence répétée et s'accélérant sur les dernières pages (huit fois oui sur le dernier morceau de phrase) n'indique pas que Molly se masturbe et que l’épisode se conclut sur son orgasme (Molly affirme en plusieurs endroits de son monologue son excitation, ce qui pourrait confirmer cette hypothèse…).
Joyce considérait qu’Ulysse se terminait avec Ithaque, Pénélope n'étant qu'une sorte d'appendice. Si on considère (comme Joyce) qu’Ulysse est le roman du jour, tandis que Finnegans Wake celui de la nuit, Pénélope apparaît en effet comme un lien entre les deux : elle n'appartient plus à Ulysse et pas encore à Finnegans Wake. Les femmes n'ont pas la parole dans Ulysse, et ici encore les pensées de Molly sont hors expression orale (le style est dit « résigné » dans les schémas). Molly est comme seule au monde, tandis que Dublin (et le monde entier) dort. Mais son monologue n'a rien à voir avec la prose de Finnegans Wake. Dans ce dernier roman, Joyce célèbre la parole nocturne et féminine qui s'affirme et s'approprie (réinterprète) toute la littérature du monde ; tandis que le monologue de Molly n'est qu'une parenthèse, en dehors des règles et des styles masculins qui ont régné (et ont été parodiés) dans Ulysse.

## Analyse de l'œuvre
Ulysse est une œuvre somme[Quoi ?], très savante, qui parodie certains épisodes de l'Odyssée par des descriptions très terre à terre et précises de moments de la vie quotidienne, en y incorporant le flux des pensées qui en découlent chez les différents personnages. Ces descriptions tentent de capturer « ce qu'est la vie », dans le contexte de la modernité du début du XXe siècle.
James Joyce a choisi de narrer un jeudi car c'est le jour de Jupiter dont un symbole est le tonnerre, que Joyce assimile à un appel divin et qui va effectivement se faire entendre aux premières heures de la nuit. La raison pour laquelle Joyce a choisi cette date du 16 juin 1904, alors qu'il n'a séjourné dans la tour Martello qu'en septembre 1904, est liée à la personne qui a eu le plus d'influence sur sa vie et son œuvre : sa future compagne Nora Barnacle, qu'il avait abordée six jours plus tôt, le 10 juin 1904[réf. souhaitée].
Joyce a donné quelques clés de lecture de son œuvre dans le Schéma Linati, le schéma Gorman, ou encore le schéma Gilbert, qui sont des tableaux à plusieurs entrées donnant les différentes références auxquelles font allusion les épisodes du roman.
Vladimir Nabokov écrivait dans son cours sur Ulysse en 1980 : 

« Ulysse est une superbe et permanente œuvre d'art, mais qui a été légèrement surestimée par cette race de critiques qui s'intéressent davantage aux idées, aux considérations générales et aux aspects humains, qu'à l'œuvre d'art en elle-même. Je me dois en particulier de vous mettre en garde contre le fait de voir, dans les banales déambulations et les aventures mineures de Léopold Bloom un jour d'été à Dublin, une étroite parodie de l'Odyssée, où l'agent de publicité jouerait le rôle d'Odysseus, autrement dit de l'artificieux Ulysse, où la femme adultère de Bloom serait la chaste Pénélope, tandis que Stephen Dedalus se verrait attribuer le rôle de Télémaque. Qu'il y ait un très vague et très général écho homérique du thème des pérégrinations dans le cas de Bloom est évident, comme le suggère le titre du roman, et l'on trouve un certain nombre d'allusions classiques parmi nombre d'autres allusions dans le courant du livre ; mais ce serait une complète perte de temps que de chercher d'étroits parallèles dans chaque personnage et chaque scène du livre. Il n'y a rien de plus ennuyeux qu'une allégorie étirée sans faiblir à partir d'un vieux mythe, et dès après la publication partielle de son œuvre, Joyce s'empressa de supprimer les titres pseudo homériques de ses chapitres, lorsqu'il mesura ce qu'allaient en tirer les raseurs de tout poil, érudits et pseudo érudits. »

## Traductions françaises

### Première traduction

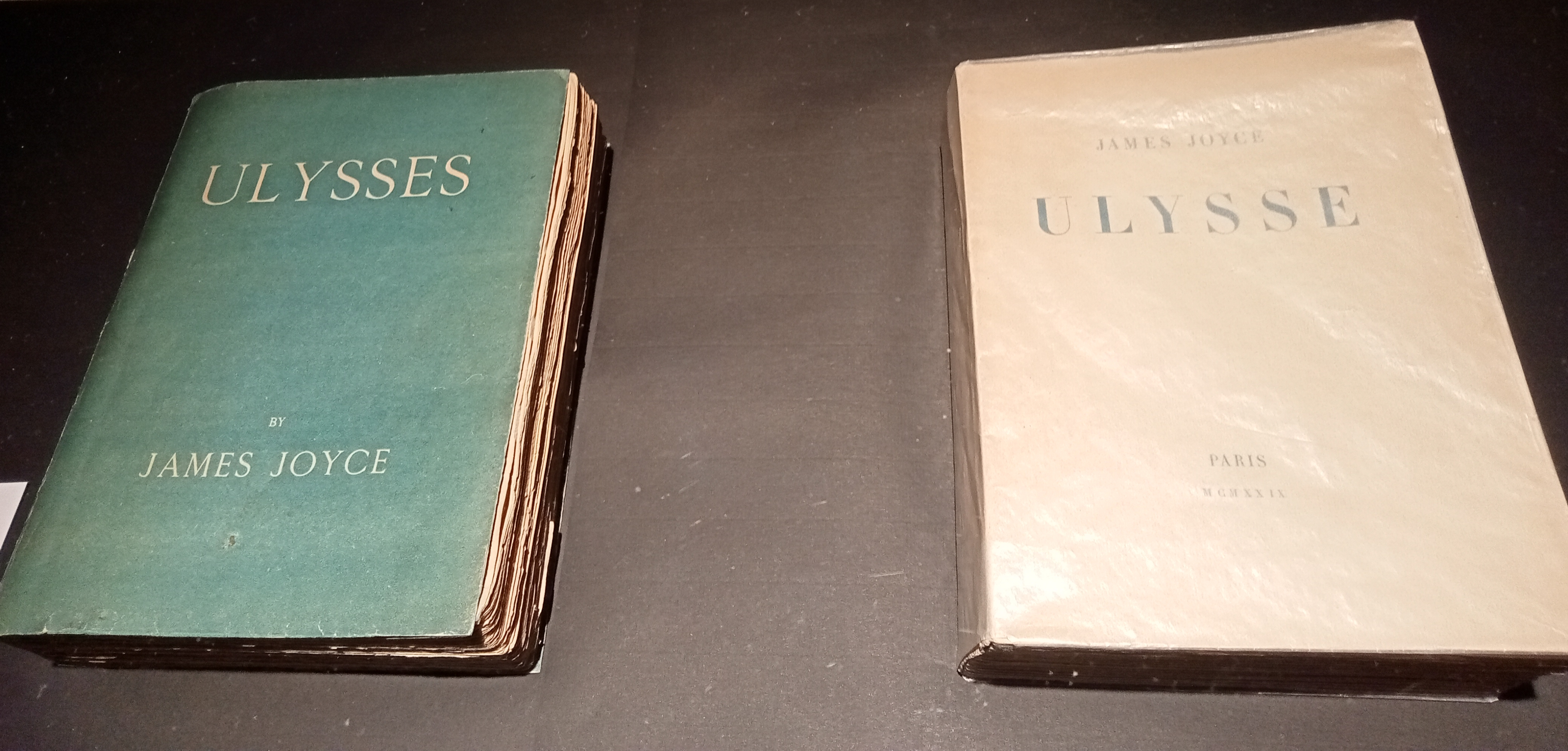
Premières éditions dUlysse en anglais en 1922 (gauche) et en français en 1929 (droite). Exposition au Centre culturel irlandais, à Paris en 2022 à l'occasion du centenaire.

La première traduction française a été commencée dès 1924 et fut faite par Auguste Morel, assisté par Stuart Gilbert et entièrement revue par Valery Larbaud et James Joyce. La traduction a été publiée par La maison des Amis des Livres d'Adrienne Monnier en 1929 et c'est ce même texte qui a été repris en 1995 pour le second volume des Œuvres de Joyce dans la Bibliothèque de la Pléiade.

### Traduction de 2004
La nouvelle traduction, qui est seulement la seconde du roman, date de 2004. Elle a été proposée par les éditions Gallimard à l'initiative de Stephen James, Solange Joyce et Antoine Gallimard.
Les auteurs de la nouvelle traduction offrent plusieurs raisons pour ce travail. Tout d'abord, la traduction d'Auguste Morel était très proche dans le temps de la parution d'Ulysse. Une telle proximité peut être une source de défauts ou empêcher de saisir toute la complexité de l'œuvre. De fait, près d'un siècle d'études sur le roman, le texte et son histoire, a permis de faire surgir de nombreux échos, références et résonances qui, selon les auteurs de la nouvelle traduction, avaient échappé à la première traduction.
De plus, tout travail littéraire portant la marque d'une langue, d'une esthétique ainsi que d'une idéologie à une époque donnée, une nouvelle traduction permettait une meilleure perception des innovations présentes dans la narration de Joyce.
Enfin, les auteurs de la nouvelle traduction estimaient qu'une nouvelle traduction était nécessaire pour respecter autant que possible l'ordre des mots dans la phrase de Joyce pour faire ressortir plus en profondeur la musicalité de son texte. En effet, l'écrivain donne priorité aux sensations des personnages afin d'approcher au maximum « l'effet de réalité. » Les mots sont alors malmenés pour correspondre totalement aux pensées des personnages, ce qui donne une quantité de mots-valises. La musicalité possède une place également très importante. Les onomatopées sont utilisées fréquemment, un rythme est donné aux phrases, la ponctuation est elle aussi malmenée afin de coller au rythme. De nombreuses références à la musique, au music-hall ou encore à l'opéra parsèment l'œuvre.

#### Traducteurs
Parlant de son roman, Joyce déclarait qu'il l'avait écrit de dix-huit points de vue différents qui sont autant de styles différents. Cela a donc favorisé un travail de traduction collectif. Ce travail à plusieurs possède l'avantage de donner au livre une résonance multiple et donc d'éviter une traduction trop personnelle.
Une équipe de huit traducteurs s'est donc composée de la sorte :
- trois écrivains : Tiphaine Samoyault, Patrick Drevet et Sylvie Doizelet ;
- un traducteur littéraire : Bernard Hœpffner ;
- et quatre universitaires familiers de l'œuvre de Joyce : Marie-Danièle Vors, Pascal Bataillard, Michel Cusin et Jacques Aubert.

Jacques Aubert était aussi chargé de la coordination ainsi que de l'harmonisation des travaux individuels.
La traduction d'Auguste Morel, Stuart Gilbert et Valery Larbaud n'a été conservée que pour l'épisode des « Bœufs du Soleil ». En 2022, paraît dans la Collection S!NG du Corridor bleu une nouvelle traduction par Auxeméry de cet épisode, sous le titre Les Bœufs du soleil.

### Autres ouvrages (en français)
- Philippe Zard, « Ulysse ou l'anatomie du marrane », in De Shylock à Cinoc. Essai sur les judaïsmes apocryphes, Classiques Garnier, 2018, p. 129-261.
- Vladimir Nabokov, Littératures, trad. Hélène Pasquieret, Marie-Odile Fortier-Masek, Robert Laffont, 2010, 1214 p.

### Bases de données et dictionnaires
- Ressource relative à la musique :   - MusicBrainz (œuvres)
- Notices dans des dictionnaires ou encyclopédies généralistes :   - Britannica
  - Gran Enciclopèdia Catalana
  - Nationalencyklopedin
  - Store norske leksikon
  - Universalis
- Notices d'autorité :   - VIAF
  - BnF (données)
  - IdRef
  - LCCN
  - GND
  - Japon
  - Espagne
  - Israël
  - Catalogne
  - Tchéquie